# Nati nel 1886
| Questa pagina contiene informazioni ricavate automaticamente dalle voci biografiche con l'ausilio del template Bio e di un bot. L'aggiornamento è periodico e automatico e ricostruisce completamente la pagina. Se manca una persona in questa lista, sei pregato di non aggiungerla, ma accertati piuttosto che la sua voce biografica contenga il template Bio e che i dati anagrafici siano correttamente compilati. Se il template Bio manca, inseriscilo tu stesso o, in alternativa, metti l'avviso {{tmp\|Bio}} che ne segnala la mancanza. Se i dati riportati sono sbagliati, correggi direttamente la voce biografica; le modifiche saranno visibili in questa lista entro pochi giorni. Per chiarimenti vedi il progetto biografie. La lista contiene solo le 1.255 persone che sono citate nell'enciclopedia e per le quali è stato implementato correttamente il template Bio. Pagina aggiornata al 18 ago 2025. |

## Gennaio(115)
- 1º gennaio - Sam Benson, costumista statunitense († 1957)
- 1º gennaio - Francesco Canero Medici, diplomatico e politico italiano († 1946)
- 1º gennaio - Harold Halse, calciatore inglese († 1949)
- 1º gennaio - Marthe Hanau, truffatrice francese († 1935)
- 1º gennaio - Yeghishe Ishkhanian, politico armeno († 1975)
- 1º gennaio - Epameinondas Kavvadias, ammiraglio e politico greco († 1965)
- 1º gennaio - Garegin Njdeh, politico e generale armeno († 1955)
- 1º gennaio - Francesco Olgiati, presbitero e filosofo italiano († 1962)
- 1º gennaio - Gottlob Weiss, calciatore argentino († 1946)
- 1º gennaio - Luigi Zappelli, politico italiano († 1948)
- 2 gennaio - Luigi Amadori, politico italiano
- 2 gennaio - Apsley Cherry-Garrard, zoologo e esploratore britannico († 1959)
- 2 gennaio - Edoardo Facchini, vescovo cattolico italiano († 1962)
- 2 gennaio - Florence Lawrence, attrice e inventrice canadese († 1938)
- 2 gennaio - Elise Ottesen-Jensen, educatrice, giornalista e anarchica norvegese († 1973)
- 2 gennaio - Lupu Pick, attore, regista e sceneggiatore rumeno († 1931)
- 2 gennaio - Carl-Heinrich von Stülpnagel, generale tedesco († 1944)
- 3 gennaio - Luigi Cavasonza, calciatore italiano († 1979)
- 3 gennaio - John Gould Fletcher, poeta statunitense († 1950)
- 3 gennaio - Giacomo Minerbi, medico italiano († 1930)
- 3 gennaio - Grigorij Nikolaevič Neujmin, astronomo russo († 1946)
- 3 gennaio - Concetto Pettinato, giornalista e saggista italiano († 1975)
- 4 gennaio - Mario Gambetta, pittore, incisore e ceramista italiano († 1968)
- 4 gennaio - Torsten Kumfeldt, pallanuotista svedese († 1966)
- 5 gennaio - Vittorino Gervasio, imprenditore, dirigente d'azienda e politico italiano († 1969)
- 5 gennaio - Francesco Maggini, filologo e critico letterario italiano († 1964)
- 5 gennaio - Renato Paresce, pittore e scrittore italiano († 1937)
- 6 gennaio - Erik Bergström, calciatore svedese († 1966)
- 6 gennaio - Nicola Nacucchi, avvocato e politico italiano († 1963)
- 7 gennaio - Auguste Benoît, ciclista su strada belga († 1955)
- 7 gennaio - Amedeo Maiuri, archeologo italiano († 1963)
- 8 gennaio - William Coales, mezzofondista britannico († 1960)
- 8 gennaio - Tom January, calciatore statunitense († 1957)
- 9 gennaio - Marcello Arlotta, militare italiano († 1918)
- 9 gennaio - João Suassuna, politico brasiliano († 1930)
- 10 gennaio - Francesco Fransoni, diplomatico italiano († 1974)
- 10 gennaio - Giuseppe Girelli, presbitero e missionario italiano († 1978)
- 10 gennaio - Diamond Jenness, antropologo e archeologo canadese († 1969)
- 10 gennaio - Roman von Ungern-Sternberg, generale russo († 1921)
- 11 gennaio - Saro Arcidiacono, attore italiano († 1972)
- 11 gennaio - Chester Conklin, attore statunitense († 1971)
- 11 gennaio - Frederick Koolhoven, ingegnere olandese († 1946)
- 11 gennaio - Tommaso Parodi, critico letterario italiano († 1914)
- 11 gennaio - Elsa Rendschmidt, pattinatrice artistica su ghiaccio tedesca († 1969)
- 11 gennaio - Alexander Stevens, geologo e esploratore britannico († 1965)
- 11 gennaio - Tom Thould, pallanuotista britannico († 1971)
- 11 gennaio - Langdon West, regista statunitense († 1947)
- 11 gennaio - George Zucco, attore britannico († 1960)
- 12 gennaio - John Edward Mellish, astronomo statunitense († 1970)
- 12 gennaio - Richard Schnauder, scultore e disegnatore tedesco († 1956)
- 12 gennaio - Giacinto Tamburini, vescovo cattolico italiano († 1944)
- 13 gennaio - André François, calciatore francese († 1915)
- 13 gennaio - Art Ross, hockeista su ghiaccio, allenatore di hockey su ghiaccio e dirigente sportivo canadese († 1964)
- 14 gennaio - Clara Beranger, sceneggiatrice e commediografa statunitense († 1956)
- 14 gennaio - Aldo Colombo, calciatore italiano († 1918)
- 14 gennaio - Hugh Lofting, scrittore britannico († 1947)
- 14 gennaio - Vincent Matthews, calciatore inglese († 1950)
- 14 gennaio - Franz Josef Popp, ingegnere e manager austriaco († 1954)
- 15 gennaio - Jenő Károly, calciatore e allenatore di calcio ungherese († 1926)
- 16 gennaio - Martin Faust, attore statunitense († 1943)
- 16 gennaio - Reinhold Platz, ingegnere aeronautico tedesco († 1969)
- 17 gennaio - Ronald Firbank, scrittore britannico († 1926)
- 17 gennaio - Joe Masseria, mafioso italiano († 1931)
- 18 gennaio - Peter Alma, pittore olandese († 1969)
- 18 gennaio - Aleksandr Osipovič Drankov, fotografo, regista e produttore cinematografico russo († 1949)
- 18 gennaio - Anton Pevsner, scultore francese († 1962)
- 19 gennaio - Giuseppe Santhià, ciclista su strada italiano († 1978)
- 19 gennaio - Koyata Yamamoto, imprenditore giapponese († 1963)
- 20 gennaio - Hans Abraham, sollevatore tedesco († 1963)
- 20 gennaio - Rudi Bach, regista tedesco
- 20 gennaio - Claude Jameson, calciatore statunitense († 1943)
- 20 gennaio - Fabjan Kaliterna, architetto e dirigente sportivo croato († 1952)
- 20 gennaio - Aileen Manning, attrice statunitense († 1946)
- 20 gennaio - Giuseppe Rizzi, calciatore italiano († 1960)
- 20 gennaio - Heikki Sammallahti, ginnasta finlandese († 1954)
- 20 gennaio - Gabriele Santini, direttore d'orchestra italiano († 1964)
- 20 gennaio - Plinio Trovatelli, politico italiano († 1942)
- 21 gennaio - Maria Elisabetta Mazza, religiosa italiana († 1950)
- 21 gennaio - Mario Soldarelli, generale italiano († 1962)
- 21 gennaio - John M. Stahl, regista e produttore cinematografico statunitense († 1950)
- 22 gennaio - Geoffrey Carr, canottiere britannico († 1969)
- 22 gennaio - Robert Hennet, schermidore belga († 1957)
- 22 gennaio - Isabel Paterson, giornalista, scrittrice e critica letteraria canadese († 1961)
- 22 gennaio - Giuseppe Picchioni, militare italiano († 1917)
- 23 gennaio - Lorenzo Dalmazzo, generale italiano († 1959)
- 24 gennaio - Henry King, regista, attore e sceneggiatore statunitense († 1982)
- 24 gennaio - Angelo Monteverdi, filologo italiano († 1967)
- 25 gennaio - Xhemal Aranitasi, generale albanese († 1961)
- 25 gennaio - Wilhelm Furtwängler, direttore d'orchestra e compositore tedesco († 1954)
- 25 gennaio - Adamo Mariotti, generale italiano († 1952)
- 25 gennaio - Jeanne Matthey, tennista francese († 1980)
- 25 gennaio - Emilio Petacci, attore italiano († 1965)
- 25 gennaio - Morgan Russell, pittore statunitense († 1953)
- 26 gennaio - Robert De Veen, calciatore e allenatore di calcio belga († 1939)
- 26 gennaio - Luigi Garrone, attore italiano († 1950)
- 26 gennaio - Fidel Pagés, medico spagnolo († 1923)
- 27 gennaio - John Hein, lottatore statunitense († 1963)
- 27 gennaio - Frank Nitti, mafioso italiano († 1943)
- 28 gennaio - Giulio Barni, sindacalista italiano († 1915)
- 28 gennaio - Martha Bibescu, nobildonna, scrittrice e poetessa rumena († 1973)
- 28 gennaio - Jacques Hébertot, giornalista, editore e drammaturgo francese († 1970)
- 28 gennaio - José Linhares, magistrato e politico brasiliano († 1957)
- 28 gennaio - Sam McDaniel, attore statunitense († 1962)
- 28 gennaio - Hidetsugu Yagi, ingegnere elettrotecnico giapponese († 1976)
- 29 gennaio - Giuseppe Bonavolontà, musicista, compositore e paroliere italiano († 1957)
- 29 gennaio - Alfred Junge, scenografo tedesco († 1964)
- 29 gennaio - Sascha Kolowrat-Krakowsky, produttore cinematografico austriaco († 1927)
- 29 gennaio - Arthur Lowe, tennista britannico († 1958)
- 30 gennaio - Alfonso Daniel Rodríguez Castelao, scrittore, saggista e medico spagnolo († 1950)
- 30 gennaio - Annibale Comessatti, matematico italiano († 1945)
- 30 gennaio - Luigi Gazzotti, compositore, direttore d'orchestra e fotografo italiano († 1923)
- 30 gennaio - Stewart Rome, attore inglese († 1965)
- 31 gennaio - Alfonso López Pumarejo, politico colombiano († 1959)
- 31 gennaio - Väinö Tiiri, ginnasta finlandese († 1966)
- 31 gennaio - George Neville Watson, matematico inglese († 1965)

## Febbraio(87)
- 1º febbraio - Veli Nieminen, ginnasta e tiratore a segno finlandese († 1936)
- 1º febbraio - Pakubuwono XI, sovrano indonesiano († 1945)
- 2 febbraio - William Rose Benét, poeta statunitense († 1950)
- 2 febbraio - Peter Freuchen, esploratore, antropologo e scrittore danese († 1957)
- 2 febbraio - Luigi Camillo Fumagalli, politico italiano († 1969)
- 2 febbraio - Frank Lloyd, regista, sceneggiatore e produttore cinematografico scozzese († 1960)
- 2 febbraio - Calogero Tumminelli, editore e tipografo italiano († 1945)
- 3 febbraio - Pat Harmon, attore statunitense († 1958)
- 3 febbraio - Erwin Kroll, compositore, critico musicale e pianista tedesco († 1976)
- 4 febbraio - Sune Almkvist, calciatore svedese († 1975)
- 4 febbraio - Rocco Serini, matematico italiano († 1964)
- 4 febbraio - Edward Sheldon, commediografo statunitense († 1946)
- 5 febbraio - Ferruccio Pasqui, ceramista, illustratore e decoratore italiano († 1958)
- 6 febbraio - Amedeo Rocco Armentano, esoterista italiano († 1966)
- 6 febbraio - Sergio Corazzini, poeta italiano († 1907)
- 8 febbraio - Donald MacDonald, attore e regista statunitense († 1972)
- 8 febbraio - Charles Ruggles, attore statunitense († 1970)
- 9 febbraio - Anita Mondolfo, bibliotecaria e paleografa italiana († 1977)
- 10 febbraio - Luigi Coletti, storico dell'arte e critico d'arte italiano († 1961)
- 10 febbraio - Raichō Hiratsuka, scrittrice, giornalista e attivista giapponese († 1971)
- 10 febbraio - Olin Howland, attore statunitense († 1959)
- 10 febbraio - Anna di Isenburg e Büdingen, principessa tedesca († 1980)
- 10 febbraio - Raymond Jouve, calciatore francese
- 10 febbraio - Willy Krauss, calciatore tedesco († 1960)
- 10 febbraio - Pia Nalli, matematica italiana († 1964)
- 10 febbraio - Jack Standing, attore britannico († 1917)
- 11 febbraio - Corrado Padovani, pittore e storico dell'arte italiano († 1947)
- 11 febbraio - Raymond B. West, regista statunitense († 1923)
- 11 febbraio - Mayy Ziyade, scrittrice e poetessa libanese († 1941)
- 12 febbraio - Michel Brusselmans, compositore belga († 1960)
- 12 febbraio - Giampaolo Dionisi Piomarta, collezionista d'arte italiano († 1939)
- 12 febbraio - Eva Mameli Calvino, botanica e naturalista italiana († 1978)
- 12 febbraio - Margarita Fischer, attrice statunitense († 1975)
- 12 febbraio - Seigō Nakano, politico giapponese († 1943)
- 12 febbraio - Arturo Vella, politico e antifascista italiano († 1943)
- 13 febbraio - Ricardo Güiraldes, scrittore e poeta argentino († 1927)
- 13 febbraio - Amelia Mecherini, pittrice italiana († 1960)
- 14 febbraio - Karl Reinhardt, filologo classico e grecista tedesco († 1958)
- 14 febbraio - Giuseppe Servetto, allenatore di calcio e calciatore italiano († 1965)
- 14 febbraio - Aleksej Uverskij, calciatore russo († 1942)
- 14 febbraio - Theodor Werner, pittore tedesco († 1969)
- 15 febbraio - Dick Bergström, velista svedese († 1952)
- 15 febbraio - Trygve Bøyesen, ginnasta norvegese († 1963)
- 15 febbraio - Paul Ferdinand Schilder, psicologo austriaco († 1940)
- 16 febbraio - Van Wyck Brooks, storico e critico letterario statunitense († 1963)
- 16 febbraio - Andy Ducat, calciatore, allenatore di calcio e crickettista inglese († 1942)
- 16 febbraio - Benvenuto Gioda, generale italiano († 1943)
- 16 febbraio - Kim Tu-bong, politico nordcoreano († 1958)
- 16 febbraio - Anna Rosemond, attrice statunitense († 1966)
- 17 febbraio - Lambertus Benenga, nuotatore olandese († 1963)
- 17 febbraio - Amerigo Crispo, avvocato e politico italiano († 1950)
- 17 febbraio - Henri Vascout, calciatore francese († 1936)
- 18 febbraio - Jaroslav Bezecný, allenatore di calcio cecoslovacco († 1962)
- 18 febbraio - Clare Jacobs, astista statunitense († 1971)
- 18 febbraio - Eva Tea, storica dell'arte e archeologa italiana († 1971)
- 19 febbraio - Nils Hellsten, schermidore svedese († 1962)
- 20 febbraio - Jørgen Andersen, ginnasta norvegese († 1973)
- 20 febbraio - Alfredo Biagini, scultore e ceramista italiano († 1952)
- 20 febbraio - Josef Bělka, calciatore boemo († 1944)
- 20 febbraio - Frano Gjini, vescovo cattolico e beato albanese († 1948)
- 20 febbraio - Takuboku Ishikawa, poeta giapponese († 1912)
- 20 febbraio - Béla Kun, politico ungherese († 1938)
- 20 febbraio - Luciano Morpurgo, fotografo, editore e scrittore italiano († 1971)
- 21 febbraio - Lucia Crestani, soprano italiana († 1972)
- 21 febbraio - Fernand Herrmann, attore francese († 1925)
- 21 febbraio - Herbert J. Krapp, architetto e progettista statunitense († 1973)
- 21 febbraio - Aleksej Eliseevič Kručënych, poeta e scrittore russo († 1968)
- 21 febbraio - Bohumil Macoun, allenatore di calcio e calciatore boemo († 1915)
- 21 febbraio - Domenico Rambelli, scultore italiano († 1972)
- 22 febbraio - Hugo Ball, scrittore, poeta e regista teatrale tedesco († 1927)
- 22 febbraio - Philip Verdon, canottiere britannico († 1960)
- 22 febbraio - Nils Voss, ginnasta norvegese († 1969)
- 23 febbraio - Ventura García Calderón, scrittore e diplomatico peruviano († 1959)
- 23 febbraio - George Mastrovich, ginnasta e multiplista statunitense († 1974)
- 23 febbraio - Albert Sammons, violinista, compositore e insegnante inglese († 1957)
- 24 febbraio - Luigi Foscolo Benedetto, critico letterario e francesista italiano († 1966)
- 25 febbraio - Hans Walter Imhoff, calciatore svizzero († 1971)
- 25 febbraio - Sven Ohlsson, lottatore svedese († 1961)
- 26 febbraio - Elizabeth Hawley Gasque, politica statunitense († 1989)
- 26 febbraio - Mihri Müşfik Hanım, pittrice turca († 1954)
- 26 febbraio - Clarissa Selwynne, attrice inglese († 1948)
- 26 febbraio - Adila d'Arányi Fachiri, violinista ungherese († 1962)
- 27 febbraio - Hugo Black, politico e magistrato statunitense († 1971)
- 27 febbraio - Evgenij Alekseevič Preobraženskij, rivoluzionario, economista e sociologo sovietico († 1937)
- 28 febbraio - Victor Boin, pallanuotista, nuotatore e schermidore belga († 1974)
- 28 febbraio - Gaetano Lama, compositore italiano († 1950)
- 28 febbraio - Max Vasmer, glottologo e slavista tedesco († 1962)

## Marzo(120)
- 1º marzo - Filippo Andrea VI Doria Pamphili, nobile e politico italiano († 1958)
- 1º marzo - Oskar Kokoschka, pittore e drammaturgo austriaco († 1980)
- 1º marzo - Marlise Ludwig, attrice teatrale e attrice cinematografica tedesca († 1982)
- 1º marzo - Nino Springolo, pittore italiano († 1975)
- 2 marzo - Leo Geyr von Schweppenburg, generale tedesco († 1974)
- 2 marzo - Kurt Grelling, logico e filosofo tedesco († 1942)
- 2 marzo - Henri Massé, arabista e iranista francese († 1969)
- 2 marzo - Willis O'Brien, animatore, regista e effettista statunitense († 1962)
- 2 marzo - Vittorio Pozzo, calciatore, allenatore di calcio e giornalista italiano († 1968)
- 2 marzo - Friedebert Tuglas, scrittore, critico letterario e giornalista estone († 1971)
- 2 marzo - Şehzade Ömer Hilmi, principe ottomano († 1935)
- 3 marzo - Luigi Costanzo, presbitero e pedagogista italiano († 1958)
- 3 marzo - James Friskin, pianista e compositore scozzese († 1967)
- 3 marzo - Guido Grandi, entomologo italiano († 1970)
- 3 marzo - José Isbert, attore spagnolo († 1966)
- 3 marzo - Ralph Leatham, ammiraglio britannico († 1954)
- 3 marzo - Dario Maestrini, medico, fisiologo e scienziato italiano († 1975)
- 4 marzo - Mario Bassi, giornalista e scrittore italiano († 1945)
- 4 marzo - Ferdinando Bonazzi, aviatore e militare italiano († 1919)
- 4 marzo - Julius Steger, attore, regista e sceneggiatore austriaco († 1959)
- 4 marzo - Kazimierz Świtalski, ufficiale e politico polacco († 1962)
- 5 marzo - Dong Biwu, politico cinese († 1975)
- 5 marzo - Elisabeth Moore, tennista statunitense († 1959)
- 5 marzo - Charles Inaebnit, calciatore svizzero († 1970)
- 5 marzo - Léon Mathot, attore cinematografico e regista francese († 1968)
- 5 marzo - Walter Poppe, calciatore tedesco († 1952)
- 5 marzo - Paul Radmilovic, nuotatore e pallanuotista britannico († 1968)
- 5 marzo - Ercole Roncaglia, generale italiano († 1965)
- 5 marzo - Italo Mario Sacco, sindacalista e politico italiano († 1959)
- 5 marzo - Freddie Welsh, pugile britannico († 1927)
- 6 marzo - Ottavio Fuscaldo, inventore e ingegnere italiano
- 6 marzo - Giovanni Gasperini, ginnasta italiano
- 6 marzo - Jam Handy, nuotatore, pallanuotista e produttore cinematografico statunitense († 1983)
- 6 marzo - Hugo Jahnke, ginnasta svedese († 1939)
- 6 marzo - Saburō Kurusu, diplomatico giapponese († 1954)
- 6 marzo - Nadežda Andreevna Obuchova, mezzosoprano sovietico († 1961)
- 6 marzo - Raisa Ol'kenickaja, scrittrice, poetessa e traduttrice russa († 1978)
- 6 marzo - Nella Walker, attrice statunitense († 1971)
- 7 marzo - Bernardino Branca, imprenditore italiano († 1957)
- 7 marzo - Alberto Denti di Pirajno, medico, funzionario e scrittore italiano († 1968)
- 7 marzo - Jacques Majorelle, pittore francese († 1962)
- 7 marzo - Virginia Pearson, attrice statunitense († 1958)
- 7 marzo - Giuseppe Pièche, generale e agente segreto italiano († 1977)
- 7 marzo - Geoffrey Ingram Taylor, fisico inglese († 1975)
- 7 marzo - René Thomas, aviatore e pilota automobilistico francese († 1975)
- 8 marzo - Carlo Ceriana-Mayneri, generale italiano († 1960)
- 8 marzo - Edward Calvin Kendall, chimico e biochimico statunitense († 1972)
- 9 marzo - Joe Bordeaux, attore statunitense († 1950)
- 9 marzo - Ken Edwards, golfista statunitense († 1952)
- 9 marzo - Werner Kempf, generale tedesco († 1964)
- 10 marzo - Camillo Bertarelli, ciclista su strada italiano († 1982)
- 10 marzo - Eugen Klöpfer, attore tedesco († 1950)
- 10 marzo - Fred Waller, inventore statunitense († 1954)
- 11 marzo - Edward Rydz-Śmigły, politico, generale e pittore polacco († 1941)
- 11 marzo - Luigi Salvatorelli, storico e giornalista italiano († 1974)
- 12 marzo - John Eke, mezzofondista svedese († 1964)
- 12 marzo - Geoffrey Hodson, teosofo, esoterista e scrittore britannico († 1983)
- 12 marzo - Leopoldine Konstantin, attrice austriaca († 1965)
- 12 marzo - Kay Nielsen, illustratore danese († 1957)
- 13 marzo - Frank Baker, giocatore di baseball statunitense († 1963)
- 13 marzo - Vittorio Morelli, scultore italiano († 1968)
- 13 marzo - Arthur Russell, siepista britannico († 1972)
- 14 marzo - Edward Dierkes, calciatore statunitense († 1955)
- 14 marzo - Firmin Lambot, ciclista su strada belga († 1964)
- 14 marzo - Karl Wilhelm Lorenz, astronomo e matematico tedesco († 1918)
- 14 marzo - Vittorio Pedroni, avvocato, arbitro di calcio e calciatore italiano († 1968)
- 14 marzo - Rolf Steffenburg, velista svedese († 1982)
- 15 marzo - Lili Berky, attrice ungherese († 1958)
- 15 marzo - Edgardo Minoli, ginnasta, schermidore e arbitro di calcio italiano († 1935)
- 15 marzo - Gerda Wegener, pittrice, disegnatrice e illustratrice danese († 1940)
- 15 marzo - Lillian West, attrice statunitense († 1970)
- 16 marzo - Oreste Filopanti, partigiano italiano († 1966)
- 16 marzo - Herbert Lindström, tiratore di fune svedese († 1951)
- 16 marzo - Emilio Lunghi, mezzofondista e velocista italiano († 1925)
- 16 marzo - Sigurd Smebye, ginnasta norvegese († 1954)
- 17 marzo - Charles Denny, pistard britannico († 1971)
- 17 marzo - Patrizia di Connaught, principessa inglese († 1974)
- 17 marzo - Josef Wagner, pallanuotista austriaco
- 18 marzo - Lothar von Arnauld de la Perière, ammiraglio tedesco († 1941)
- 18 marzo - Edward Everett Horton, attore statunitense († 1970)
- 18 marzo - Otto Jindra, militare e aviatore austro-ungarico († 1932)
- 18 marzo - Kurt Koffka, psicologo tedesco († 1941)
- 19 marzo - Giuseppe Mario Bellanca, ingegnere aeronautico italiano († 1960)
- 19 marzo - Michelangelo Guidi, islamista e arabista italiano († 1946)
- 19 marzo - Maurice Henneberg, calciatore svizzero († 1964)
- 19 marzo - Vincenzo Marcellusi, poeta italiano († 1962)
- 20 marzo - André Utter, pittore francese († 1948)
- 20 marzo - Sergej Alekseevič Žarov, direttore di coro e compositore russo († 1985)
- 21 marzo - Georg von Braun, cavaliere svedese († 1972)
- 21 marzo - Filippo Cavazza, biologo e zoologo italiano († 1953)
- 21 marzo - Walter Dray, astista statunitense († 1973)
- 21 marzo - Carl Martin Norberg, ginnasta svedese († 1970)
- 22 marzo - Arthur Amundsen, ginnasta norvegese († 1936)
- 22 marzo - Kálmán Darányi, politico ungherese († 1939)
- 22 marzo - August Rei, politico, giornalista e diplomatico estone († 1963)
- 22 marzo - Julius Stern, produttore cinematografico tedesco († 1977)
- 22 marzo - Elmtrude di Baviera, principessa tedesca († 1977)
- 23 marzo - Robert N. Bradbury, regista e sceneggiatore statunitense († 1949)
- 23 marzo - George James Hopkins, scenografo e costumista statunitense († 1985)
- 23 marzo - Frank Irons, lunghista, triplista e altista statunitense († 1942)
- 24 marzo - Carlo Felice Buzio, ingegnere, inventore e imprenditore italiano († 1977)
- 24 marzo - Robert Mallet-Stevens, architetto e designer francese († 1945)
- 24 marzo - Edward Weston, fotografo statunitense († 1958)
- 25 marzo - Atenagora di Costantinopoli, arcivescovo ortodosso greco († 1972)
- 25 marzo - Aniceto Chiappini, religioso e storico italiano († 1967)
- 25 marzo - Giulio Giglioli, archeologo e politico italiano († 1957)
- 25 marzo - Raffaele Melis, presbitero italiano († 1943)
- 26 marzo - Luigi Amoroso, matematico e economista italiano († 1965)
- 27 marzo - Vladimir Davidovič Burljuk, pittore e illustratore russo († 1917)
- 27 marzo - Clemens Holzmeister, architetto austriaco († 1983)
- 27 marzo - Sergej Mironovič Kirov, rivoluzionario, politico e funzionario sovietico († 1934)
- 27 marzo - Ludwig Mies van der Rohe, architetto e designer tedesco († 1969)
- 28 marzo - Stanisław Leśniewski, logico, filosofo e docente polacco († 1939)
- 29 marzo - Giuseppe Guindani, pittore italiano († 1946)
- 29 marzo - Aarne Pohjonen, ginnasta finlandese († 1938)
- 31 marzo - Amadeo García, allenatore di calcio spagnolo († 1947)
- 31 marzo - Otto von Knobelsdorff, generale tedesco († 1966)
- 31 marzo - Tadeusz Kotarbiński, filosofo e logico polacco († 1981)
- 31 marzo - Vlastimil Lada-Sázavský, schermidore boemo († 1956)
- 31 marzo - Enoch West, calciatore inglese († 1965)

## Aprile(93)
- 1º aprile - Mario Indelli, diplomatico e ambasciatore italiano († 1956)
- 1º aprile - Giovanni Kasman, compositore russo († 1945)
- 1º aprile - Giuseppe Lampis, magistrato italiano († 1956)
- 1º aprile - Arthur Pink, teologo inglese († 1952)
- 1º aprile - Alberto Vaccarezza, poeta e drammaturgo argentino († 1959)
- 2 aprile - Reginald Barker, regista statunitense († 1945)
- 2 aprile - Francesco La Ferla, generale italiano († 1962)
- 3 aprile - Riccardo Gatti, ceramista e scultore italiano († 1972)
- 3 aprile - Josip Miličić, scrittore, poeta e pittore serbo († 1944)
- 3 aprile - Adolph Rickenbacker, liutaio e inventore svizzero († 1976)
- 3 aprile - Władysław Tatarkiewicz, filosofo, storico della filosofia e storico dell'arte polacco († 1980)
- 3 aprile - Dooley Wilson, attore e cantante statunitense († 1953)
- 4 aprile - Riccardo Bajardi, militare italiano († 1917)
- 4 aprile - Frank Luther Mott, storico e giornalista statunitense († 1964)
- 4 aprile - Janus Theeuwes, arciere olandese († 1975)
- 5 aprile - Gotthelf Bergsträsser, linguista e orientalista tedesco († 1933)
- 5 aprile - Sandro Camasio, giornalista, scrittore e regista italiano († 1913)
- 5 aprile - Giuseppe Gabetti, germanista italiano († 1948)
- 5 aprile - Knut Anton Walter Gyllenberg, astronomo svedese († 1952)
- 5 aprile - Gustavo Jiménez, politico peruviano († 1933)
- 5 aprile - Frederick Lindemann, fisico britannico († 1957)
- 5 aprile - Antonio Maraini, politico, scultore e critico d'arte italiano († 1963)
- 6 aprile - Giulio Corradino Corradini, giornalista, poeta e scrittore italiano († 1966)
- 6 aprile - Osman Ali Khan, Asif Jah VII, principe indiano († 1967)
- 7 aprile - Alessandro Marco Barnabò, imprenditore italiano († 1971)
- 7 aprile - Emilio Pujol, chitarrista e compositore spagnolo († 1980)
- 7 aprile - Francesco Trombadori, pittore italiano († 1961)
- 8 aprile - Benjamín de Arriba y Castro, cardinale e arcivescovo cattolico spagnolo († 1973)
- 8 aprile - Lily Elsie, attrice teatrale e cantante britannica († 1962)
- 8 aprile - Jan Pech, calciatore boemo († 1924)
- 9 aprile - Rudolf Koch-Erpach, generale tedesco († 1971)
- 9 aprile - Raffaele Numeroso, politico italiano († 1969)
- 9 aprile - Sirio Tofanari, scultore italiano († 1969)
- 9 aprile - John Whitaker, ginnasta britannico († 1977)
- 10 aprile - Gabriellino D'Annunzio, attore e regista italiano († 1945)
- 10 aprile - Johnny Hayes, maratoneta statunitense († 1965)
- 10 aprile - Val Paul, attore, regista e produttore cinematografico statunitense († 1962)
- 11 aprile - Flavio Albizzati, politico, sindacalista e partigiano italiano († 1970)
- 11 aprile - Giuseppe Blanc, compositore italiano († 1969)
- 11 aprile - Mario Casella, filologo italiano († 1956)
- 11 aprile - Magno Magnini, avvocato, giornalista e scrittore italiano († 1961)
- 11 aprile - Leon Wetmański, vescovo cattolico polacco († 1941)
- 12 aprile - Ferruccio Anitori, militare e politico italiano
- 12 aprile - Paolo Buchner, zoologo tedesco († 1978)
- 12 aprile - Joe Dines, calciatore inglese († 1918)
- 12 aprile - Marie Nordstrom, attrice statunitense († 1979)
- 13 aprile - Konkordija Evgen'evna Antarova, contralto russo († 1959)
- 13 aprile - Thomas Carrigan, attore statunitense († 1941)
- 13 aprile - Ethel Leginska, musicista, compositrice e direttrice d'orchestra inglese († 1970)
- 13 aprile - Christian Rub, attore austriaco († 1956)
- 13 aprile - Nicolae Tonitza, pittore, giornalista e critico d'arte rumeno († 1940)
- 14 aprile - Robert F. Hill, regista cinematografico, sceneggiatore e attore canadese († 1966)
- 14 aprile - Alister Kirby, canottiere britannico († 1917)
- 14 aprile - Leah Manning, educatrice e politica britannica († 1977)
- 14 aprile - Fausto Maria Martini, poeta, drammaturgo e critico letterario italiano († 1931)
- 14 aprile - Andor Szende, pattinatore artistico su ghiaccio ungherese († 1972)
- 14 aprile - Edward Tolman, psicologo statunitense († 1959)
- 14 aprile - Árpád Tóth, poeta e traduttore ungherese († 1928)
- 15 aprile - Frank Adcock, storico e crittografo britannico († 1968)
- 15 aprile - Nikolaj Stepanovič Gumilëv, poeta, critico letterario e militare russo († 1921)
- 15 aprile - Amédée Ozenfant, pittore e critico d'arte francese († 1966)
- 16 aprile - Michalīs Dōrizas, giavellottista, discobolo e pesista greco († 1957)
- 16 aprile - Konstantin Georgievič Mostras, violinista, docente e compositore russo († 1965)
- 16 aprile - Georges Thurnherr, ginnasta francese († 1956)
- 16 aprile - Ernst Thälmann, politico e rivoluzionario tedesco († 1944)
- 16 aprile - Margaret Woodrow Wilson, statunitense († 1944)
- 17 aprile - Otto Lederer, attore statunitense († 1965)
- 17 aprile - Cevat Şakir, scrittore e etnografo turco († 1973)
- 19 aprile - Roberto Penna, velocista italiano († 1963)
- 21 aprile - Henry Lehrman, produttore cinematografico, regista e attore statunitense († 1946)
- 21 aprile - Viktor von Weizsäcker, fisiologo e antropologo tedesco († 1957)
- 22 aprile - Thomas Percy Hilditch, chimico inglese († 1965)
- 22 aprile - Arrigo Levasti, insegnante italiano († 1973)
- 22 aprile - Fred Rebell, navigatore lettone († 1968)
- 23 aprile - Robert Scholz, attore cinematografico tedesco († 1927)
- 24 aprile - Ezio Anichini, illustratore italiano († 1948)
- 24 aprile - Marko Natlačen, politico e avvocato jugoslavo († 1942)
- 25 aprile - Marie Brémont, supercentenaria francese († 2001)
- 26 aprile - Cesare Goretti, filosofo e giurista italiano († 1952)
- 26 aprile - Benkt Norelius, ginnasta svedese († 1974)
- 26 aprile - Ma Rainey, cantante statunitense († 1939)
- 26 aprile - Ğabdulla Tuqay, scrittore, poeta e editore russo († 1913)
- 28 aprile - Raffaele Ottani, politico italiano († 1978)
- 28 aprile - Erich Salomon, fotografo tedesco († 1944)
- 28 aprile - Costantino Salvi, generale italiano († 1945)
- 28 aprile - Robert Saundby, generale e aviatore inglese († 1971)
- 28 aprile - Arthur Shaw, ostacolista statunitense († 1955)
- 29 aprile - Eugenio Fasana, alpinista, pittore e scrittore italiano († 1972)
- 29 aprile - Emanuele Ferro, militare italiano († 1915)
- 29 aprile - Renaud de la Frégeolière, bobbista e dirigente sportivo francese († 1981)
- 30 aprile - Dick Elliott, attore statunitense († 1961)
- 30 aprile - Helen Grund, giornalista tedesca († 1982)
- 30 aprile - Jess Robbins, regista, sceneggiatore e produttore cinematografico statunitense († 1973)

## Maggio(82)
- 1º maggio - Joseph Achron, compositore e violinista russo († 1943)
- 1º maggio - Walter-Wilhelm Cramer, tedesco († 1944)
- 1º maggio - Benjamin Anderson, economista statunitense († 1949)
- 1º maggio - Natalie Moszkowska, economista e politica polacca († 1968)
- 1º maggio - Ivan Nanut, lottatore italiano († 1958)
- 2 maggio - Edward Alexander, attore statunitense († 1964)
- 2 maggio - Gottfried Benn, poeta, scrittore e medico tedesco († 1956)
- 3 maggio - Kurt von Briesen, generale tedesco († 1941)
- 3 maggio - Marcel Dupré, organista, pianista e compositore francese († 1971)
- 3 maggio - Arius van Tienhoven, medico olandese († 1965)
- 4 maggio - Giovanni Alessandrini, militare italiano († 1954)
- 4 maggio - Vitale De Stefano, attore e regista italiano († 1959)
- 4 maggio - John Augur Holabird, architetto statunitense († 1945)
- 4 maggio - Arlington Valles, costumista britannico († 1970)
- 5 maggio - John Harley, calciatore scozzese († 1960)
- 5 maggio - Kosta Kota, politico albanese († 1947)
- 6 maggio - Olindo Bitetti, pallanuotista, calciatore e giornalista italiano († 1973)
- 6 maggio - Karlheinz Martin, regista e sceneggiatore tedesco († 1948)
- 6 maggio - Giuseppe Pietri, compositore italiano († 1946)
- 6 maggio - Eric Powell, canottiere britannico († 1933)
- 6 maggio - Zoltán Tóbiás, nuotatore ungherese († 1950)
- 8 maggio - Albert Arthur Allen, fotografo statunitense († 1962)
- 8 maggio - Gertrude Hoffmann, ballerina e coreografa statunitense († 1966)
- 8 maggio - Bice Waleran, attrice italiana († 1969)
- 9 maggio - Francis Beverley Biddle, politico e avvocato statunitense († 1968)
- 9 maggio - Edu Snethlage, calciatore olandese († 1941)
- 10 maggio - Karl Barth, teologo e pastore protestante svizzero († 1968)
- 10 maggio - Carlo Micheluzzi, attore italiano († 1973)
- 10 maggio - Olaf Stapledon, scrittore e filosofo britannico († 1950)
- 10 maggio - Jakob Werlin, progettista tedesco († 1965)
- 11 maggio - Bernardus Croon, canottiere olandese († 1960)
- 11 maggio - Giuseppe Lombardi, ammiraglio italiano († 1978)
- 11 maggio - Einar Olsen, fotografo danese († 1966)
- 12 maggio - Ettore Caffaratti, generale e cavaliere italiano († 1969)
- 12 maggio - Rudolf Schmidt, generale tedesco († 1957)
- 12 maggio - Pietro Sharoff, attore, regista teatrale e direttore artistico russo († 1969)
- 13 maggio - Albert Bougouin, nuotatore francese († 1960)
- 13 maggio - Élie Cohen, direttore d'orchestra, compositore e scrittore francese
- 13 maggio - Aleksandr Semënovič Sacharov, ballerino e coreografo russo († 1963)
- 14 maggio - Karl Ludwig, calciatore tedesco († 1948)
- 15 maggio - Per Bergman, velista svedese († 1950)
- 15 maggio - Helen Cruickshank, poetessa scozzese († 1975)
- 15 maggio - Hubert Pearson, calciatore inglese († 1955)
- 16 maggio - Ernest Burgess, sociologo canadese († 1966)
- 16 maggio - Berthe Bénichou-Aboulker, scrittrice, drammaturga e poetessa algerina († 1942)
- 16 maggio - Vladislav Chodasevič, poeta e critico letterario russo († 1939)
- 17 maggio - Alfonso XIII di Spagna, sovrano spagnolo († 1941)
- 17 maggio - Franz Paul Glass, grafico, tipografo e illustratore tedesco († 1964)
- 17 maggio - Alfredo Misuri, politico italiano († 1951)
- 18 maggio - Massimo Avanzini, antifascista italiano († 1952)
- 18 maggio - Ture Nerman, politico svedese († 1969)
- 18 maggio - Walter Real, ginnasta e multiplista statunitense († 1955)
- 18 maggio - Ole Windingstad, direttore d'orchestra, pianista e compositore norvegese († 1959)
- 19 maggio - Richard Bell-Davies, ammiraglio e aviatore britannico († 1966)
- 19 maggio - Bernadotte Everly Schmitt, storico statunitense († 1969)
- 20 maggio - John Jacob Astor, tennista britannico († 1971)
- 20 maggio - Alice Howell, attrice statunitense († 1961)
- 20 maggio - Erik Lindqvist, velista svedese († 1934)
- 20 maggio - Ali Sami Yen, allenatore di calcio e calciatore turco († 1951)
- 20 maggio - Giorgio Sinigaglia, medico e chirurgo italiano († 1970)
- 21 maggio - Paul Drouot, poeta francese († 1915)
- 22 maggio - Pauline Bush, attrice statunitense († 1969)
- 22 maggio - Giovanni Marciani, generale italiano († 1964)
- 22 maggio - Hermann Stieve, medico e anatomista tedesco († 1952)
- 23 maggio - Magda Sonja, attrice austriaca († 1974)
- 24 maggio - Hans Ritter von Adam, militare e aviatore tedesco († 1917)
- 24 maggio - Paul Paray, direttore d'orchestra e compositore francese († 1979)
- 24 maggio - Henry Prunières, musicologo francese († 1942)
- 25 maggio - Henry Breckinridge, schermidore statunitense († 1960)
- 25 maggio - Corradino Cappellotto Italico, politico e antifascista italiano († 1947)
- 25 maggio - Émile Fiévet, calciatore francese († 1952)
- 26 maggio - Al Jolson, cantante, attore e compositore russo († 1950)
- 26 maggio - Stefania Wilczyńska, pedagoga e insegnante polacca († 1942)
- 27 maggio - Francesco D'Alessio, politico e giurista italiano († 1949)
- 28 maggio - Jan Rypka, turcologo e iranista ceco († 1968)
- 28 maggio - Nikolai Sokoloff, direttore d'orchestra e violinista russo († 1965)
- 28 maggio - Santo Trafficante Sr., mafioso italiano († 1954)
- 29 maggio - Enrico Craveri, dirigente sportivo italiano († 1960)
- 29 maggio - James Main, calciatore britannico († 1909)
- 30 maggio - Dorothy Harrison Eustis, filantropa statunitense († 1946)
- 30 maggio - Filippo Naldi, giornalista, politico e imprenditore italiano († 1972)
- 31 maggio - Harry Lowe, allenatore di calcio e calciatore inglese († 1958)

## Giugno(88)
- 1º giugno - Daisy de Melker, infermiera e assassina seriale sudafricana († 1932)
- 1º giugno - Ernst Kurth, filosofo e musicologo svizzero († 1946)
- 1º giugno - Jacob Baart de la Faille, storico dell'arte e scrittore olandese († 1959)
- 2 giugno - Ernst Buschor, archeologo, filologo classico e traduttore tedesco († 1961)
- 2 giugno - Hermila Galindo, attivista e scrittrice messicana († 1954)
- 2 giugno - Kristen Vadgaard, ginnasta danese († 1979)
- 3 giugno - Adalberto di Baviera, storico, scrittore e ambasciatore tedesco († 1970)
- 3 giugno - Heinrich Balss, zoologo tedesco († 1957)
- 3 giugno - Ladislav Jetel, calciatore boemo († 1914)
- 4 giugno - Emilio Arnstein, calciatore, dirigente sportivo e arbitro di calcio austriaco († 1976)
- 4 giugno - Eugenio Bava, scenografo, scultore e direttore della fotografia italiano († 1966)
- 4 giugno - Francesco Bruno, generale italiano († 1975)
- 4 giugno - Robert Cain, attore statunitense († 1954)
- 5 giugno - Kurt Hahn, pedagogista tedesco († 1974)
- 5 giugno - Harry Heusser, pittore e grafico austriaco († 1943)
- 5 giugno - Frank Keaney, allenatore di pallacanestro statunitense († 1967)
- 5 giugno - Toivo Mikael Kivimäki, politico finlandese († 1968)
- 5 giugno - Kenkichi Tomimoto, ceramista giapponese († 1963)
- 5 giugno - Armand Curly Wright, drammaturgo, sceneggiatore e attore italiano († 1965)
- 6 giugno - Tyler Brooke, attore statunitense († 1943)
- 7 giugno - Henri Coandă, scienziato e ingegnere rumeno († 1972)
- 8 giugno - Dino Alfieri, politico e diplomatico italiano († 1966)
- 8 giugno - Marion Sénones, pittrice, illustratrice e giornalista francese († 1977)
- 8 giugno - Hermann Pfannmüller, psichiatra e neurologo tedesco († 1961)
- 9 giugno - Tom Gorman, giocatore di lacrosse canadese († 1961)
- 9 giugno - Edgar Ludlow-Hewitt, generale inglese († 1973)
- 9 giugno - Marcel Morimont, canottiere belga
- 10 giugno - Emilio Becuzzi, generale italiano († 1949)
- 10 giugno - Sessue Hayakawa, attore, produttore cinematografico e regista giapponese († 1973)
- 11 giugno - Armando Businco, medico italiano († 1967)
- 11 giugno - Oscar Hoppe, pattinatore artistico su ghiaccio cecoslovacco († 1936)
- 11 giugno - Eino Railio, ginnasta finlandese († 1970)
- 11 giugno - Lilian Fontaine, attrice britannica († 1975)
- 12 giugno - James Leonard Farmer Senior, scrittore, teologo e educatore statunitense († 1961)
- 12 giugno - Tachū Naitō, architetto e ingegnere giapponese († 1970)
- 13 giugno - Camillo Iona, architetto italiano († 1974)
- 14 giugno - Giulio Perugi, generale e politico italiano († 1949)
- 15 giugno - Tomaso Smith, giornalista, scrittore e politico italiano († 1966)
- 15 giugno - Lu Synd, attrice tedesca († 1978)
- 16 giugno - Lorna Moon, scrittrice e sceneggiatrice scozzese († 1930)
- 17 giugno - George Howe, architetto statunitense († 1955)
- 17 giugno - Chizuko Mifune, veggente giapponese († 1911)
- 17 giugno - Steen Lerche Olsen, ginnasta danese († 1960)
- 18 giugno - Paul Fischl, calciatore austriaco († 1960)
- 18 giugno - George Mallory, alpinista e docente britannico († 1924)
- 18 giugno - Alexander Wetmore, ornitologo, paleontologo e biologo statunitense († 1978)
- 19 giugno - Gaetano Chiavacci, filosofo e pedagogista italiano († 1969)
- 19 giugno - Dan Edward Garvey, politico statunitense († 1974)
- 19 giugno - Egon Lerch, militare austro-ungarico († 1915)
- 20 giugno - Giovanni Cervi, ciclista su strada italiano († 1977)
- 20 giugno - Werner Kummer, calciatore svizzero
- 21 giugno - Aldo Bettini, ciclista su strada italiano († 1929)
- 21 giugno - Otto Nicodemus, calciatore tedesco († 1966)
- 22 giugno - Philip Khuri Hitti, orientalista libanese († 1978)
- 22 giugno - Ol'ga Vladimirovna Rozanova, artista e pittrice russa († 1918)
- 22 giugno - Marģers Skujenieks, politico lettone († 1941)
- 23 giugno - Carl Hårleman, ginnasta e astista svedese († 1948)
- 23 giugno - Ferdinando Negrini, politico e dirigente sportivo italiano († 1943)
- 23 giugno - Ursula Richter, fotografa tedesca († 1946)
- 23 giugno - Albrecht Schubert, generale tedesco († 1966)
- 24 giugno - Friedrich Altemeier, militare e aviatore tedesco († 1968)
- 24 giugno - Ion Gigurtu, ingegnere e politico rumeno († 1959)
- 25 giugno - Henry Arnold, generale statunitense († 1950)
- 25 giugno - Bruto Caldonazzo, matematico e fisico italiano († 1960)
- 25 giugno - Vincenzo Forte, militare italiano († 1939)
- 25 giugno - Francesco Frola, politico, giornalista e scrittore italiano († 1956)
- 25 giugno - James Francis Louis McIntyre, cardinale e arcivescovo cattolico statunitense († 1979)
- 25 giugno - Eligio Possenti, critico teatrale e drammaturgo italiano († 1966)
- 26 giugno - Riccardo Campagnoni, educatore e politico italiano († 1953)
- 27 giugno - Eduard Dingeldey, politico e avvocato tedesco († 1942)
- 27 giugno - Jindřich Valášek, calciatore boemo († 1956)
- 28 giugno - John Renshaw Carson, scienziato statunitense († 1940)
- 28 giugno - Aloïse Corbaz, pittrice svizzera († 1964)
- 28 giugno - Nino Costa, poeta italiano († 1945)
- 28 giugno - Hitoshi Imamura, generale giapponese († 1968)
- 28 giugno - Frank Mayo, attore statunitense († 1963)
- 28 giugno - Romano Valori, pittore italiano († 1918)
- 28 giugno - Karl Christian Weber, missionario e vescovo cattolico tedesco († 1970)
- 29 giugno - George Frederick Boyle, pianista, compositore e docente australiano († 1948)
- 29 giugno - Fred Bullock, calciatore inglese († 1921)
- 29 giugno - Harry Lachman, pittore, scenografo e regista statunitense († 1975)
- 29 giugno - William Fielding Ogburn, sociologo statunitense († 1959)
- 29 giugno - Salvatore Sanmartino, politico italiano († 1969)
- 29 giugno - Robert Schuman, politico francese († 1963)
- 29 giugno - Ada Sari, soprano polacca († 1968)
- 29 giugno - Cesare Zanzottera, ciclista su strada italiano († 1961)
- 30 giugno - Pablo Dacal, calciatore uruguaiano († 1961)
- 30 giugno - Domenico Mondelli, militare e aviatore italiano († 1974)

## Luglio(97)
- 1º luglio - Giuseppe Falugi, generale italiano († 1962)
- 1º luglio - Anton Kolig, pittore austriaco († 1950)
- 1º luglio - Robert Antoine Pinchon, pittore francese († 1943)
- 1º luglio - Gabrielle Robinne, attrice francese († 1980)
- 1º luglio - Alojz Štolfa, politico italiano († 1953)
- 2 luglio - William Hammond, ciclista su strada britannico († 1960)
- 3 luglio - Maurice Bigué, calciatore francese († 1972)
- 3 luglio - Giovanni Battista Caproni, ingegnere aeronautico, imprenditore e pioniere dell'aviazione italiano († 1957)
- 3 luglio - Francis Carco, scrittore francese († 1958)
- 3 luglio - John Howard Dellinger, ingegnere statunitense († 1962)
- 3 luglio - Raymond Spruance, ammiraglio statunitense († 1969)
- 4 luglio - Heinrich Kaminski, compositore tedesco († 1946)
- 5 luglio - Giuseppe Altana, pittore italiano († 1975)
- 5 luglio - Federico Cesarano, schermidore italiano († 1969)
- 5 luglio - Willem Drees, politico olandese († 1988)
- 5 luglio - Jacques Rodrigues, schermidore francese († 1968)
- 5 luglio - Ivan Konstantinovič Romanov, nobile russo († 1918)
- 5 luglio - Felix Timmermans, scrittore belga († 1947)
- 6 luglio - Marc Bloch, storico, militare e partigiano francese († 1944)
- 6 luglio - Eduardo Rusjan, aviatore austro-ungarico († 1911)
- 6 luglio - Metod Dominik Trčka, presbitero ceco († 1959)
- 6 luglio - Mario Voller-Buzzi, attore, regista e giornalista italiano († 1966)
- 7 luglio - David Gaul, nuotatore statunitense († 1962)
- 7 luglio - Carlo Perrier, mineralogista italiano († 1948)
- 8 luglio - Alberto Capozzi, attore italiano († 1945)
- 8 luglio - Pietro Silvio Rivetta, giornalista, scrittore e illustratore italiano († 1952)
- 8 luglio - Folkman Schaanning, attore norvegese († 1964)
- 9 luglio - Pierre Prüm, politico lussemburghese († 1950)
- 10 luglio - Giovanni Dalmasso, agronomo italiano († 1976)
- 10 luglio - Adalberto Garelli, ingegnere e imprenditore italiano († 1968)
- 10 luglio - John Gort, generale britannico († 1946)
- 11 luglio - Boris Dmitrievič Grigor'ev, pittore, poeta e grafico russo († 1939)
- 11 luglio - Giacomo Macchi, militare e aviatore italiano († 1976)
- 11 luglio - Karl Weilenmann, calciatore svizzero († 1980)
- 12 luglio - Vincenzo Giuseppe Cavallaro, fisico italiano († 1961)
- 12 luglio - Raoul Hausmann, artista austriaco († 1971)
- 12 luglio - Jean Hersholt, attore danese († 1956)
- 13 luglio - Clifford Bax, drammaturgo, poeta e giornalista inglese († 1962)
- 13 luglio - Edward J. Flanagan, presbitero e educatore irlandese († 1948)
- 14 luglio - Georges Bon, calciatore francese († 1949)
- 14 luglio - Ernst Nobs, politico svizzero († 1957)
- 14 luglio - Fred Sauer, regista, sceneggiatore e attore austriaco († 1952)
- 14 luglio - Manfred von Killinger, militare e politico tedesco († 1944)
- 15 luglio - Heinie Conklin, attore statunitense († 1959)
- 15 luglio - William Edmunds, attore italiano († 1981)
- 15 luglio - Giuseppe Miroglio, imprenditore italiano († 1979)
- 15 luglio - Jacques Rivière, critico letterario, pubblicista e romanziere francese († 1925)
- 15 luglio - Enrique Santos Montejo, giornalista colombiano († 1971)
- 16 luglio - Pierre Benoît, romanziere francese († 1962)
- 16 luglio - Bruno Brivonesi, ammiraglio italiano († 1973)
- 17 luglio - Cândido Firmino de Mello-Leitão, aracnologo e zoologo brasiliano († 1948)
- 17 luglio - Giuseppe Scarlattei, pittore italiano († 1962)
- 17 luglio - Carlo Scialoja, avvocato, politico e giornalista italiano († 1947)
- 18 luglio - Simon Bolivar Buckner Jr., generale statunitense († 1945)
- 19 luglio - Rudolf Degermark, ginnasta svedese († 1960)
- 19 luglio - Maxwell Gordon Lightfoot, pittore britannico († 1911)
- 19 luglio - Edward Sloman, regista, sceneggiatore e attore britannico († 1972)
- 19 luglio - Vito Timmel, pittore italiano († 1949)
- 20 luglio - André Boulanger, latinista, archeologo e storico francese († 1958)
- 20 luglio - Apollo Granforte, baritono italiano († 1975)
- 20 luglio - Frank Heller, scrittore svedese († 1947)
- 20 luglio - Thor Larsen, ginnasta norvegese († 1970)
- 20 luglio - Carl Hans Lungershausen, generale tedesco († 1975)
- 20 luglio - Sergio Panunzio, giurista, politologo e filosofo italiano († 1944)
- 20 luglio - Raymond Priestley, geologo, geografo e esploratore britannico († 1972)
- 20 luglio - Giacomo Vuxani, politico e patriota italiano († 1964)
- 21 luglio - Henrik Hajós, nuotatore ungherese († 1963)
- 22 luglio - Theodor Morell, medico tedesco († 1948)
- 22 luglio - Emidio Mucci, librettista e musicologo italiano († 1977)
- 22 luglio - Hella Wuolijoki, scrittrice, imprenditrice e politica finlandese († 1954)
- 23 luglio - Salvador de Madariaga, diplomatico, politico e scrittore spagnolo († 1978)
- 23 luglio - Cesare Massini, antifascista e politico italiano († 1967)
- 23 luglio - Walter Schottky, fisico e inventore tedesco († 1976)
- 24 luglio - Decio Pettoello, anglista e antifascista italiano († 1984)
- 24 luglio - Jun'ichirō Tanizaki, scrittore giapponese († 1965)
- 25 luglio - Hans von Blixen-Finecke, cavaliere svedese († 1917)
- 25 luglio - Ned Cummins, golfista statunitense († 1926)
- 25 luglio - Charles Kingsley Webster, diplomatico e storico britannico († 1961)
- 25 luglio - Ferdinando Maberini, compositore italiano († 1956)
- 25 luglio - Jakob Schmid, tedesco († 1964)
- 25 luglio - Gustav Tiefenthaler, lottatore statunitense († 1942)
- 26 luglio - Lars Hanson, attore svedese († 1965)
- 26 luglio - George Blaine Schwabe, politico e avvocato statunitense († 1954)
- 27 luglio - Ernst May, architetto e urbanista tedesco († 1970)
- 28 luglio - Ruby Hoffman, attrice statunitense († 1973)
- 28 luglio - Marcel Jousse, gesuita e antropologo francese († 1961)
- 28 luglio - Domenico Marotta, chimico, igienista e dirigente pubblico italiano († 1974)
- 28 luglio - Gustavo Testa, cardinale e arcivescovo cattolico italiano († 1969)
- 29 luglio - William Bell Dinsmoor, archeologo statunitense († 1973)
- 29 luglio - Georg Stumme, generale tedesco († 1942)
- 30 luglio - Emmet Fox, pastore protestante statunitense († 1951)
- 30 luglio - Muthulakshmi Reddy, attivista indiana († 1968)
- 31 luglio - Mihály Dávid, pesista ungherese († 1945)
- 31 luglio - Salvatore Maranzano, mafioso italiano († 1931)
- 31 luglio - Constant Permeke, artista e scultore belga († 1952)
- 31 luglio - Fred Quimby, produttore cinematografico statunitense († 1965)
- 31 luglio - Harry Tate, calciatore statunitense († 1954)

## Agosto(91)
- 1º agosto - Lajos Csatay, generale e politico ungherese († 1944)
- 1º agosto - Sisto di Borbone-Parma, militare spagnolo († 1934)
- 2 agosto - Cesare Angelini, presbitero, scrittore e critico letterario italiano († 1976)
- 2 agosto - Nicola Capasso, vescovo cattolico italiano († 1968)
- 2 agosto - Aharon Reuveni, scrittore israeliano († 1971)
- 3 agosto - Edward Dahl, mezzofondista svedese († 1961)
- 3 agosto - Vera Fokina, ballerina russa († 1958)
- 3 agosto - Helen Freeman, attrice statunitense († 1960)
- 4 agosto - Charles Seltman, storico, numismatico e archeologo britannico († 1957)
- 5 agosto - Óscar Esplá, compositore spagnolo († 1976)
- 5 agosto - Carlo Giorgio Garofalo, compositore, direttore d'orchestra e organista italiano († 1962)
- 6 agosto - Florence Goodenough, psicologa statunitense († 1959)
- 6 agosto - Inez Milholland, attivista e avvocata statunitense († 1916)
- 6 agosto - Henny Skjønberg, attrice norvegese († 1973)
- 7 agosto - Lothar Budzinsky, calciatore tedesco († 1955)
- 7 agosto - Bill McKechnie, giocatore di baseball e allenatore di baseball statunitense († 1965)
- 7 agosto - Edward Spears, generale britannico († 1974)
- 7 agosto - Jean d'Ylen, illustratore francese († 1938)
- 8 agosto - Pietro Alessandro Yon, organista e compositore italiano († 1943)
- 9 agosto - Emanuele Balbo Bertone di Sambuy, generale italiano († 1945)
- 9 agosto - Jean Dubly, calciatore francese († 1953)
- 9 agosto - Jules Dubly, calciatore francese († 1953)
- 9 agosto - Fred Holmes, tiratore di fune britannico († 1944)
- 9 agosto - Jops Reeman, calciatore olandese († 1959)
- 9 agosto - Victor Sergent, calciatore francese († 1923)
- 10 agosto - George Coedès, storico e archeologo francese († 1969)
- 11 agosto - Cesare Bertoni, violinista italiano († 1973)
- 11 agosto - Filiberto Corelli, pittore e calciatore italiano († 1969)
- 12 agosto - Heinz Heimsoeth, storico della filosofia tedesco († 1975)
- 12 agosto - Lily Ross Taylor, storica statunitense († 1969)
- 12 agosto - Benvenuto Terracini, linguista e glottologo italiano († 1968)
- 13 agosto - Werner Hühner, generale tedesco († 1966)
- 13 agosto - Giuseppe Isnardi, storico, geografo e educatore italiano († 1965)
- 13 agosto - Douglas McWhirter, calciatore inglese († 1966)
- 14 agosto - Arthur Jeffrey Dempster, fisico statunitense († 1950)
- 14 agosto - Mignon Nevada, soprano britannica († 1971)
- 15 agosto - Kay Bojesen, designer danese († 1958)
- 15 agosto - Paul Rudolf Henning, architetto tedesco († 1986)
- 15 agosto - Karl Korsch, filosofo e politico tedesco († 1961)
- 15 agosto - Charles Lewis, calciatore inglese († 1967)
- 15 agosto - Sof'ja Vasil'evna Vorošilova-Romanskaja, astronoma sovietica († 1969)
- 15 agosto - Celeste Aida Zanchi, attrice italiana († 1966)
- 16 agosto - Gian Bistolfi, librettista, regista e sceneggiatore italiano († 1962)
- 16 agosto - Giacomo Carabelli, arcivescovo cattolico italiano († 1932)
- 16 agosto - Angelo De Magistris, calciatore italiano († 1961)
- 16 agosto - Ángel Zárraga, pittore messicano († 1946)
- 17 agosto - Stefan Bryła, ingegnere polacco († 1943)
- 17 agosto - Stefan Walczykiewicz, vescovo cattolico polacco († 1940)
- 18 agosto - Charles Bartliff, calciatore statunitense († 1962)
- 18 agosto - Raffaelangelo Palazzi, vescovo cattolico e missionario italiano († 1961)
- 18 agosto - Sholom Schwartzbard, poeta e anarchico russo († 1938)
- 18 agosto - Karl Tewes, calciatore tedesco († 1968)
- 18 agosto - Pietro Ubaldi, filosofo e teologo italiano († 1972)
- 18 agosto - Wilhelm Weihrauch, calciatore austriaco
- 19 agosto - Robert Heger, direttore d'orchestra e compositore tedesco († 1978)
- 19 agosto - Raffaele Merelli, militare italiano († 1916)
- 19 agosto - Paul Preuss, alpinista austriaco († 1913)
- 19 agosto - Marco Sala, calciatore italiano († 1969)
- 20 agosto - Ève Francis, attrice e regista francese († 1980)
- 20 agosto - Paul Tillich, teologo tedesco († 1965)
- 20 agosto - Sergio Tofano, attore, regista e fumettista italiano († 1973)
- 20 agosto - Arnold Watson Hutton, calciatore argentino († 1951)
- 21 agosto - John Manners, IX duca di Rutland, nobile inglese († 1940)
- 22 agosto - Giorgio Levi Della Vida, orientalista e storico delle religioni italiano († 1967)
- 22 agosto - Edmondo Matter, militare italiano († 1916)
- 23 agosto - Josette Andriot, attrice francese († 1942)
- 24 agosto - Ferruccio Lantini, politico italiano († 1958)
- 24 agosto - Arthur Rosson, regista inglese († 1960)
- 24 agosto - Einar Torgersen, velista norvegese († 1946)
- 24 agosto - Paolo Zuccarelli, pilota automobilistico e ingegnere italiano († 1913)
- 25 agosto - Willi Worpitzky, calciatore tedesco († 1953)
- 26 agosto - Rudolf Belling, scultore tedesco († 1972)
- 26 agosto - May Butcher, scrittrice maltese († 1950)
- 26 agosto - Franco Ghione, direttore d'orchestra e compositore italiano († 1964)
- 26 agosto - Edvard Linna, ginnasta finlandese († 1974)
- 26 agosto - Robert McKim, attore statunitense († 1927)
- 26 agosto - Zeffirino Namuncurá, religioso argentino († 1905)
- 26 agosto - Hugo Rietmann, imprenditore, calciatore e arbitro di calcio svizzero († 1959)
- 26 agosto - Ronald Niel Stuart, militare britannico († 1954)
- 27 agosto - Eric Borchard, clarinettista, sassofonista e direttore d'orchestra tedesco († 1934)
- 27 agosto - Joseph Aloysius Burke, vescovo cattolico statunitense († 1962)
- 27 agosto - Rebecca Clarke, violista e compositrice inglese († 1979)
- 27 agosto - Eric Coates, compositore e violista inglese († 1957)
- 27 agosto - Marcel Dubois, lottatore e sollevatore belga († 1955)
- 27 agosto - Arthur Hunt, pallanuotista britannico († 1949)
- 27 agosto - Thomas Little, scenografo statunitense († 1985)
- 27 agosto - Randolph Lycett, tennista britannico († 1935)
- 27 agosto - Angela Piskernik, ambientalista e botanica slovena († 1967)
- 27 agosto - Gladys Vanderbilt Széchenyi, statunitense († 1965)
- 30 agosto - Mayo D. Hersey, ingegnere e fisico statunitense († 1978)
- 31 agosto - Arthur Shirley, attore, regista e sceneggiatore australiano († 1967)

## Settembre(91)
- 1º settembre - Gildo Bocci, attore italiano († 1964)
- 1º settembre - Guido Deiro, fisarmonicista, compositore e cantante italiano († 1950)
- 1º settembre - Othmar Schoeck, compositore e direttore d'orchestra svizzero († 1957)
- 1º settembre - Tarsila do Amaral, pittrice, disegnatrice e traduttrice brasiliana († 1973)
- 2 settembre - Warren Brittingham, calciatore statunitense († 1962)
- 2 settembre - Gian Giacomo Gallarati Scotti, diplomatico e politico italiano († 1983)
- 3 settembre - Herb Trube, mezzofondista statunitense († 1959)
- 4 settembre - Otto Bülte, calciatore tedesco († 1962)
- 4 settembre - Guy Dollman, zoologo britannico († 1942)
- 4 settembre - Georg Krogmann, calciatore tedesco († 1915)
- 5 settembre - Widar Cesarini Sforza, filosofo e giurista italiano († 1965)
- 6 settembre - Hans von Obstfelder, generale tedesco († 1976)
- 6 settembre - William Passmore, giocatore di lacrosse statunitense († 1955)
- 6 settembre - Edgar Rubin, psicologo danese († 1951)
- 6 settembre - Ernst Strohschneider, aviatore austro-ungarico († 1918)
- 7 settembre - Mario Balotta, generale italiano († 1963)
- 7 settembre - Barney Furey, attore statunitense († 1938)
- 8 settembre - Augusto Galletti, allenatore di calcio, calciatore e arbitro di calcio italiano († 1945)
- 8 settembre - Siegfried Sassoon, poeta e militare inglese († 1967)
- 8 settembre - Ninon Vallin, soprano francese († 1961)
- 10 settembre - Hilda Doolittle, scrittrice e poetessa statunitense († 1961)
- 10 settembre - Jack Raymond, regista e attore britannico († 1953)
- 10 settembre - Otto Reuter, ingegnere aeronautico e imprenditore tedesco († 1922)
- 11 settembre - Jacques Jaccard, regista, sceneggiatore e attore statunitense († 1960)
- 11 settembre - Jerzy Kossak, pittore polacco († 1955)
- 11 settembre - Giacomo Marassi, calciatore italiano († 1969)
- 11 settembre - Barnett Parker, attore britannico († 1941)
- 12 settembre - Luigi Santarella, ingegnere italiano († 1935)
- 13 settembre - Friedrich-Wilhelm von Chappuis, generale tedesco († 1942)
- 13 settembre - Paola Pezzaglia, attrice italiana († 1925)
- 13 settembre - Robert Robinson, chimico inglese († 1975)
- 13 settembre - Cesare Vittorelli, funzionario e prefetto italiano († 1967)
- 14 settembre - Jan Masaryk, politico cecoslovacco († 1948)
- 14 settembre - Erich Hoepner, generale tedesco († 1944)
- 14 settembre - Stanley Ketchel, pugile statunitense († 1910)
- 14 settembre - Sigurður Nordal, scrittore e poeta islandese († 1974)
- 14 settembre - Arthur Palmer, tennista britannico († 1973)
- 14 settembre - Vane Pennell, tennista britannico († 1939)
- 14 settembre - Paolo Rota, vescovo cattolico italiano († 1960)
- 15 settembre - Robert Kane, produttore cinematografico statunitense († 1957)
- 15 settembre - Paul Lévy, matematico e statistico francese († 1971)
- 16 settembre - Harry Lewis, pugile statunitense († 1956)
- 17 settembre - Frank Griffin, regista, sceneggiatore e attore statunitense († 1963)
- 17 settembre - Huberht Hudson, esploratore, marinaio e militare britannico († 1942)
- 17 settembre - Billy Papke, pugile statunitense († 1936)
- 17 settembre - William Parker, sceneggiatore e regista cinematografico statunitense († 1941)
- 17 settembre - Richard Smith, regista, sceneggiatore e attore cinematografico statunitense († 1937)
- 18 settembre - Yehuda Burla, scrittore israeliano († 1969)
- 18 settembre - Giuseppe Crosa di Vergagni, architetto italiano († 1968)
- 18 settembre - Kurt Middendorf, attore tedesco
- 18 settembre - Samoilă Mârza, fotografo romeno († 1967)
- 18 settembre - Paul Pedersen, ginnasta norvegese († 1948)
- 19 settembre - Alfred Felber, canottiere svizzero († 1967)
- 19 settembre - Amedeo Giannini, giurista e politico italiano († 1960)
- 19 settembre - Charles Platon, ammiraglio e politico francese († 1944)
- 20 settembre - Zacharie Baton, calciatore francese († 1925)
- 20 settembre - Cecilia di Meclemburgo-Schwerin, principessa tedesca († 1954)
- 20 settembre - Charles Williams, scrittore e poeta inglese († 1945)
- 21 settembre - Gavino Alivia, economista e avvocato italiano († 1959)
- 21 settembre - Émile Blanchet, arcivescovo cattolico francese († 1967)
- 22 settembre - Mauritz Andersson, lottatore svedese († 1971)
- 22 settembre - Roger Bissière, artista francese († 1964)
- 22 settembre - Hobart Cavanaugh, attore statunitense († 1950)
- 22 settembre - Angela Cian, modella italiana († 1972)
- 22 settembre - Giovanni Di Guglielmo, ematologo e patologo italiano († 1961)
- 22 settembre - Eduard Schnedler-Sørensen, regista, sceneggiatore e produttore cinematografico danese († 1947)
- 23 settembre - Achille Consoli, direttore di coro, direttore d'orchestra e compositore italiano († 1948)
- 23 settembre - Giovanni Sabelli, aviatore e militare italiano († 1917)
- 24 settembre - Edward Bach, medico e scrittore britannico († 1936)
- 24 settembre - Roberto Marcelino Ortiz, politico argentino († 1942)
- 25 settembre - Giuseppe Carrieri, poeta, avvocato e giornalista italiano († 1968)
- 25 settembre - Nobutake Kondō, ammiraglio giapponese († 1953)
- 25 settembre - Tomaso Perassi, giurista e politico italiano († 1960)
- 25 settembre - Harry Schmidt, generale statunitense († 1968)
- 25 settembre - May Sutton, tennista statunitense († 1975)
- 26 settembre - William Bailey, attore statunitense († 1962)
- 26 settembre - Ferdinando Baldelli, vescovo cattolico italiano († 1963)
- 26 settembre - Archibald Vivian Hill, medico e fisiologo britannico († 1977)
- 26 settembre - Ollie Kirkby, attrice statunitense († 1964)
- 27 settembre - Mario Amadori, chimico italiano († 1941)
- 27 settembre - Odo Casel, monaco cristiano, teologo e filosofo tedesco († 1948)
- 27 settembre - Lucien Gaudin, schermidore francese († 1934)
- 28 settembre - Ercole Drei, scultore italiano († 1973)
- 28 settembre - Gladys Feldman, attrice e ballerina statunitense († 1974)
- 28 settembre - Alice Hollister, attrice statunitense († 1973)
- 29 settembre - Ernst Baumgarten, compositore di scacchi tedesco († 1976)
- 29 settembre - Arturo Checchi, pittore italiano († 1971)
- 29 settembre - Eugène Pollet, ginnasta francese († 1967)
- 30 settembre - Antonio Banfi, filosofo, politico e critico letterario italiano († 1957)
- 30 settembre - William Langer, politico e avvocato statunitense († 1959)
- 30 settembre - Wilhelm Marschall, ammiraglio tedesco († 1976)

## Ottobre(92)
- 1º ottobre - Ahmad Amin, storico egiziano († 1954)
- 1º ottobre - Georgij Petrovič Fedotov, storico russo († 1951)
- 1º ottobre - Paul Morgan, attore austriaco († 1938)
- 2 ottobre - B. Reeves Eason, regista, attore e sceneggiatore statunitense († 1956)
- 2 ottobre - Jisaburō Ozawa, ammiraglio giapponese († 1966)
- 2 ottobre - Robert Julius Trumpler, astronomo svizzero († 1956)
- 3 ottobre - Alain-Fournier, scrittore francese († 1914)
- 3 ottobre - Georgina Davidson, medico scozzese
- 3 ottobre - Emile Glaser, calciatore svizzero († 1945)
- 3 ottobre - Karinska, costumista ucraina († 1983)
- 3 ottobre - Jacques Souriau, illustratore e fumettista francese († 1957)
- 4 ottobre - Luis Alberni, attore spagnolo († 1962)
- 4 ottobre - Erich Fellgiebel, generale tedesco († 1944)
- 4 ottobre - Karl Jech, calciatore austriaco († 1957)
- 4 ottobre - Victor André Laurent Eynac, politico francese († 1970)
- 4 ottobre - Lennox Robinson, drammaturgo e poeta irlandese († 1958)
- 4 ottobre - Tomás Romero Pereira, politico e militare paraguaiano († 1982)
- 5 ottobre - Carter DeHaven, attore, regista e sceneggiatore statunitense († 1977)
- 6 ottobre - Arthur Ashley, attore, regista e sceneggiatore statunitense († 1970)
- 6 ottobre - Aldo Carpi, pittore e scultore italiano († 1973)
- 6 ottobre - Battista Danesi, ciclista su strada e pistard italiano († 1952)
- 6 ottobre - Edwin Fischer, pianista e direttore d'orchestra svizzero († 1960)
- 6 ottobre - Herbert William Heinrich, ingegnere statunitense († 1962)
- 7 ottobre - Kurt Schmitt, economista e politico tedesco († 1950)
- 8 ottobre - Wim Groskamp, calciatore olandese († 1974)
- 9 ottobre - Leopoldo Baracco, avvocato e politico italiano († 1966)
- 9 ottobre - Rube Marquard, giocatore di baseball e allenatore di baseball statunitense († 1980)
- 10 ottobre - Charles Bedaux, imprenditore e avventuriero francese († 1944)
- 10 ottobre - Lucilla Calfus Antonelli, scrittrice e giornalista italiana († 1975)
- 10 ottobre - Arvid Holmberg, ginnasta svedese († 1958)
- 10 ottobre - Louis Upton, imprenditore statunitense († 1952)
- 11 ottobre - Leon Grochowski, vescovo vetero-cattolico polacco († 1969)
- 11 ottobre - Conrad Helfrich, ammiraglio olandese († 1962)
- 11 ottobre - Otto Krappan, allenatore di calcio ungherese († 1942)
- 12 ottobre - Umberto Blasi, maratoneta italiano († 1938)
- 12 ottobre - Karl Dane, attore e comico danese († 1934)
- 13 ottobre - Bindo Chiurlo, critico letterario e poeta italiano († 1943)
- 13 ottobre - Ben Stom, calciatore olandese († 1965)
- 14 ottobre - Michele Ferraiolo, patriota e militare italiano († 1943)
- 15 ottobre - Jonas H. Ingram, ammiraglio statunitense († 1952)
- 16 ottobre - Raoul Aslan, attore, regista e direttore teatrale austriaco († 1958)
- 16 ottobre - David Ben Gurion, politico, giornalista e sindacalista polacco († 1973)
- 16 ottobre - Boris Michajlovič Ėjchenbaum, storico e critico letterario sovietico († 1959)
- 16 ottobre - Porfirij Podobed, attore e regista sovietico († 1965)
- 16 ottobre - Armin Theophil Wegner, militare, attivista e scrittore tedesco († 1978)
- 17 ottobre - Spring Byington, attrice statunitense († 1971)
- 17 ottobre - Giovanni Mazzoni, presbitero e militare italiano († 1941)
- 17 ottobre - Adolfo Naldi, generale italiano († 1944)
- 17 ottobre - Mafalda Salvatini, soprano italiano († 1971)
- 18 ottobre - Robert Andersson, pallanuotista, nuotatore e tuffatore svedese († 1972)
- 18 ottobre - Karl Kubik, calciatore austriaco
- 18 ottobre - Ernesto Vota, dirigente sportivo e arbitro di calcio italiano († 1953)
- 19 ottobre - Yitzchak Zev Soloveitchik, rabbino e educatore bielorusso († 1959)
- 19 ottobre - Adolf Werner, calciatore tedesco († 1975)
- 20 ottobre - Frederic Bartlett, psicologo britannico († 1969)
- 20 ottobre - Francesco Boncompagni Ludovisi, politico e nobile italiano († 1955)
- 20 ottobre - Giuseppe Cattaneo della Volta, politico italiano († 1974)
- 20 ottobre - Hedda Vernon, attrice, sceneggiatrice e produttrice cinematografica tedesca († 1925)
- 21 ottobre - Eugene Burton Ely, aviatore statunitense († 1911)
- 21 ottobre - Karl Polanyi, storico, antropologo e economista ungherese († 1964)
- 22 ottobre - Enif Angiolini, attrice teatrale e scrittrice italiana († 1974)
- 22 ottobre - George Dockrell, nuotatore britannico († 1924)
- 22 ottobre - Oscar Griswold, generale statunitense († 1959)
- 22 ottobre - Josef Meissner, allenatore di calcio cecoslovacco († 1940)
- 23 ottobre - Edwin Boring, psicologo statunitense († 1968)
- 23 ottobre - Charles Crupelandt, ciclista su strada e pistard francese († 1955)
- 24 ottobre - Augusto Agazzi, avvocato e politico italiano
- 24 ottobre - Delmira Agustini, poetessa uruguaiana († 1914)
- 24 ottobre - Gaspare Ambrosini, politico, magistrato e costituzionalista italiano († 1985)
- 24 ottobre - Grigorij Konstantinovič Ordžonikidze, politico e rivoluzionario sovietico († 1937)
- 25 ottobre - Leo G. Carroll, attore inglese († 1972)
- 25 ottobre - Lester Randolph Ford Sr., matematico statunitense († 1967)
- 25 ottobre - J. Frank Glendon, attore statunitense († 1937)
- 25 ottobre - Gaetano Rubinelli, ingegnere italiano († 1971)
- 26 ottobre - Hanns Braun, velocista e mezzofondista tedesco († 1918)
- 26 ottobre - Attilio Calderara, generale e aviatore italiano († 1952)
- 26 ottobre - Damiano, vescovo ortodosso albanese († 1973)
- 26 ottobre - Peter Farmer, allenatore di calcio scozzese († 1964)
- 26 ottobre - Vincent Starrett, scrittore e giornalista statunitense († 1974)
- 27 ottobre - Isaac Bentham, pallanuotista britannico († 1917)
- 27 ottobre - Jules Verbrugge, calciatore francese († 1921)
- 28 ottobre - Frans de Bruijn Kops, calciatore olandese († 1979)
- 28 ottobre - Albert Gladstone, canottiere britannico († 1967)
- 29 ottobre - Paolo Greco, politico italiano († 1973)
- 29 ottobre - Martin Gusinde, presbitero e etnologo austriaco († 1969)
- 29 ottobre - George Cornelius O'Kelly, lottatore irlandese († 1947)
- 30 ottobre - Zoë Akins, poetessa, commediografa e sceneggiatrice statunitense († 1958)
- 30 ottobre - Adolf Gehrts, calciatore tedesco († 1943)
- 31 ottobre - William John Adie, neurologo inglese († 1935)
- 31 ottobre - Agostino Lanzillo, sindacalista, politico e economista italiano († 1952)
- 31 ottobre - Theodore A. Liebler Jr., sceneggiatore e produttore teatrale statunitense († 1975)
- 31 ottobre - Haakon Sörvik, ginnasta svedese († 1970)

## Novembre(93)
- 1º novembre - Otto Authén, ginnasta norvegese († 1971)
- 1º novembre - Hermann Broch, scrittore e drammaturgo austriaco († 1951)
- 2 novembre - Philip Merivale, attore e sceneggiatore inglese († 1946)
- 3 novembre - Vyvyan Holland, scrittore e traduttore inglese († 1967)
- 3 novembre - Vladimir Alekseevič Ivanov, iranista e islamista russo († 1970)
- 3 novembre - Stefano Jacini, politico e storico italiano († 1952)
- 3 novembre - Josip Ribičič, scrittore sloveno († 1969)
- 3 novembre - Boris Petrovič Uvarov, entomologo russo († 1970)
- 4 novembre - David Samanez Ocampo, politico peruviano († 1947)
- 5 novembre - Ruth Goetz, sceneggiatrice tedesca († 1965)
- 5 novembre - Arvor Hansen, ginnasta danese († 1962)
- 5 novembre - Sadae Inoue, generale giapponese († 1961)
- 5 novembre - Alois Kovařovič, calciatore boemo († 1970)
- 5 novembre - Ignazio Lodato, politico italiano († 1953)
- 5 novembre - Ralph Moody, attore statunitense († 1971)
- 6 novembre - Ida Barney, astronoma statunitense († 1982)
- 6 novembre - Marinella Bragaglia, attrice teatrale italiana († 1918)
- 6 novembre - Gus Kahn, paroliere tedesco († 1941)
- 6 novembre - André Marty, politico e antifascista francese († 1956)
- 6 novembre - Edward Owen, mezzofondista britannico († 1949)
- 6 novembre - Billy Wood, lottatore britannico († 1971)
- 7 novembre - Marcello Morelli, scrittore e presbitero italiano († 1972)
- 7 novembre - Aaron Nimzowitsch, scacchista e scrittore lettone († 1935)
- 8 novembre - Gustavo Colonnetti, ingegnere, matematico e politico italiano († 1968)
- 8 novembre - Maurice Leturgie, ciclista su strada e pistard francese († 1959)
- 9 novembre - Riccardo Francalancia, pittore italiano († 1965)
- 9 novembre - Edward Lindberg, velocista statunitense († 1978)
- 9 novembre - Fritz Schulz, calciatore tedesco († 1918)
- 9 novembre - Ed Wynn, attore, doppiatore e cabarettista statunitense († 1966)
- 10 novembre - Giuseppe Garrone, magistrato e militare italiano († 1917)
- 10 novembre - Virgilio Gozzoli, anarchico italiano († 1964)
- 10 novembre - Carl Harbaugh, attore, sceneggiatore e regista statunitense († 1960)
- 10 novembre - Aurelio Liotta, generale e politico italiano († 1948)
- 10 novembre - Viktor Pavlenko, politico e militare ucraino († 1932)
- 11 novembre - Clemente Canepari, ciclista su strada italiano († 1966)
- 11 novembre - Francesco Mariani, sindacalista e politico italiano († 1976)
- 12 novembre - Günter Oskar Dyhrenfurth, alpinista, geologo e fotografo tedesco († 1975)
- 12 novembre - Rad Kortenhorst, avvocato e politico olandese († 1963)
- 12 novembre - Alfonso d'Orléans, principe spagnolo († 1975)
- 13 novembre - Giuseppe Ambrosini, giornalista e arbitro di calcio italiano († 1980)
- 13 novembre - Cesare Cabras, pittore italiano († 1968)
- 13 novembre - Mary Wigman, ballerina e coreografa tedesca († 1973)
- 15 novembre - Rafael Calvo Ruiz de Morales, attore e doppiatore spagnolo († 1966)
- 15 novembre - Ernst Casparsson, cavaliere svedese († 1973)
- 15 novembre - Messaoud El Mediouni, cantante, compositore e violinista algerino († 1943)
- 15 novembre - René Guénon, scrittore e filosofo francese († 1951)
- 15 novembre - Giuseppe Podestà, direttore d'orchestra italiano († 1964)
- 15 novembre - Josef Prager, calciatore austriaco († 1975)
- 16 novembre - Jalmari Eskola, mezzofondista finlandese († 1958)
- 16 novembre - Roderich Fick, architetto tedesco († 1955)
- 16 novembre - Arnold Wycombe Gomme, filologo classico e storico britannico († 1959)
- 16 novembre - Gerald Hamer, attore britannico († 1972)
- 16 novembre - Marcel Riesz, matematico ungherese († 1969)
- 17 novembre - Janko Polić Kamov, poeta e scrittore croato († 1910)
- 17 novembre - Antonio Manca, magistrato italiano
- 17 novembre - Gaetano Polverelli, giornalista e politico italiano († 1960)
- 17 novembre - Crane Wilbur, attore, sceneggiatore e regista statunitense († 1973)
- 18 novembre - Frank Dobson, scultore britannico († 1963)
- 18 novembre - Ferenc Münnich, politico ungherese († 1967)
- 18 novembre - Delio Tessa, scrittore e poeta italiano († 1939)
- 19 novembre - Fernand Crommelynck, drammaturgo, attore e sceneggiatore belga († 1970)
- 19 novembre - Sigurd Holter, velista norvegese († 1963)
- 19 novembre - Jules Masselis, ciclista su strada belga († 1965)
- 20 novembre - Karl von Frisch, biologo austriaco († 1982)
- 20 novembre - Robert Hunter, golfista statunitense († 1971)
- 20 novembre - Urbano Benigno Prunotto, agricoltore e politico italiano († 1948)
- 20 novembre - Alexandre Stavisky, banchiere e criminale francese († 1934)
- 21 novembre - Harold Nicolson, politico, diplomatico e scrittore britannico († 1968)
- 22 novembre - Aldo Spallicci, medico, poeta e politico italiano († 1973)
- 23 novembre - Thomas Lot Mason, calciatore britannico († 1954)
- 23 novembre - Alessandro Mountbatten, nobile († 1960)
- 24 novembre - Rudolf Biebrach, attore e regista tedesco († 1938)
- 25 novembre - Valentin Bulgakov, scrittore e pacifista russo († 1966)
- 25 novembre - Francisco Castillo Nájera, diplomatico, politico e medico messicano († 1954)
- 25 novembre - Konrad Walter Herrmann, calciatore svizzero († 1964)
- 25 novembre - Eddie Lyons, attore, regista e sceneggiatore statunitense († 1926)
- 25 novembre - Mario Missiroli, giornalista, politologo e saggista italiano († 1974)
- 26 novembre - Georges Barré, generale francese († 1970)
- 26 novembre - Edita Broglio, pittrice lettone († 1977)
- 26 novembre - Thorild Olsson, mezzofondista svedese († 1934)
- 26 novembre - Guido Rocco, politico e diplomatico italiano († 1959)
- 26 novembre - Vincenzo Vacirca, politico, sindacalista e giornalista italiano († 1956)
- 26 novembre - Cesare Giulio Viola, scrittore, commediografo e sceneggiatore italiano († 1958)
- 27 novembre - David Armitage Bannerman, ornitologo britannico († 1979)
- 27 novembre - John Foster, regista e fumettista statunitense († 1959)
- 27 novembre - Tsuguharu Foujita, pittore giapponese († 1968)
- 28 novembre - Eleonora d'Asburgo-Teschen, nobildonna († 1974)
- 28 novembre - Cornelius van Oyen, tiratore a segno tedesco († 1954)
- 29 novembre - João Jório, pallanuotista e canottiere brasiliano
- 30 novembre - Paolo Giovanni Crida, pittore italiano († 1967)
- 30 novembre - Karl Struss, direttore della fotografia e fotografo statunitense († 1981)
- 30 novembre - Đuro Đaković, politico e rivoluzionario jugoslavo († 1929)
- 30 novembre - Şadiye Sultan, principessa ottomana († 1977)

## Dicembre(107)
- 1º dicembre - Giuseppe Basile, politico e avvocato italiano († 1977)
- 1º dicembre - Alberto Ceresoli, calciatore italiano
- 1º dicembre - Mollie Kyle, nativa americana († 1937)
- 1º dicembre - Rex Stout, scrittore statunitense († 1975)
- 1º dicembre - Zhu De, politico e generale cinese († 1976)
- 2 dicembre - Enzo Casalini, politico e ingegnere italiano († 1963)
- 2 dicembre - Pranas Dovydaitis, politico lituano († 1942)
- 2 dicembre - Pietro Paolo Trompeo, critico letterario italiano († 1958)
- 2 dicembre - Grigorij Žatkovič, avvocato e attivista († 1967)
- 3 dicembre - Nino Salvaneschi, scrittore, giornalista e poeta italiano († 1968)
- 3 dicembre - Manne Siegbahn, fisico svedese († 1978)
- 4 dicembre - Ludwig Bieberbach, matematico tedesco († 1982)
- 4 dicembre - Al Haskell, attore statunitense († 1969)
- 4 dicembre - Charles Lomberg, multiplista svedese († 1966)
- 4 dicembre - Jan Thomée, calciatore olandese († 1954)
- 4 dicembre - Nibha Nobhadol del Siam, principessa thailandese († 1935)
- 5 dicembre - Alberto Curci, violinista e compositore italiano († 1973)
- 5 dicembre - Ardeshir Irani, regista e produttore cinematografico indiano († 1969)
- 5 dicembre - Masakazu Kawabe, generale giapponese († 1965)
- 5 dicembre - Ferdinando Longinotti, vescovo cattolico italiano († 1977)
- 5 dicembre - Umberto Pennano, calciatore italiano († 1961)
- 5 dicembre - Rose Wilder Lane, scrittrice, politologa e saggista statunitense († 1968)
- 6 dicembre - Nevile Bland, diplomatico inglese († 1972)
- 6 dicembre - Guido Brignone, regista, sceneggiatore e attore italiano († 1959)
- 7 dicembre - Frédéric Marie Blessing, missionario e vescovo cattolico olandese († 1962)
- 7 dicembre - Demetrius Constantine Dounis, violinista e docente statunitense († 1954)
- 7 dicembre - Richard Löwy, ingegnere e militare austro-ungarico († 1944)
- 8 dicembre - Phyllis Johnson, pattinatrice artistica su ghiaccio britannica († 1967)
- 8 dicembre - Angus McKinnon, calciatore e allenatore di calcio scozzese († 1968)
- 8 dicembre - Diego Rivera, pittore messicano († 1957)
- 9 dicembre - Mohammad Taqī Bahār, poeta, scrittore e giornalista iraniano († 1951)
- 9 dicembre - Clarence Birdseye, inventore, biologo e imprenditore statunitense († 1956)
- 9 dicembre - Marius Eriksen, ginnasta norvegese († 1950)
- 9 dicembre - Ernst Hollstein, calciatore tedesco († 1950)
- 9 dicembre - Luigi Sessa, calciatore e arbitro di calcio italiano († 1926)
- 10 dicembre - Victor McLaglen, attore britannico († 1959)
- 12 dicembre - Macken Aas, calciatore norvegese († 1960)
- 12 dicembre - François Blanchy, tennista francese († 1960)
- 12 dicembre - Owen Moore, attore irlandese († 1939)
- 12 dicembre - Viktor Müller, calciatore austriaco († 1950)
- 12 dicembre - Emanuele Palazzotto, architetto italiano († 1963)
- 12 dicembre - Gennaro Righelli, regista, sceneggiatore e attore italiano († 1949)
- 12 dicembre - James Sylvester Scott, compositore statunitense († 1938)
- 13 dicembre - Francesco Banterle, architetto italiano († 1972)
- 13 dicembre - Ġużè Damato, architetto maltese († 1963)
- 13 dicembre - Helen Gordon-Lennox, nobildonna britannica († 1965)
- 13 dicembre - Jean Signoret, attore francese († 1923)
- 14 dicembre - Pietro Annoni, canottiere e dirigente sportivo italiano († 1960)
- 14 dicembre - Ouida Bergère, scrittrice e sceneggiatrice statunitense († 1974)
- 14 dicembre - Vojeslav Molè, storico dell'arte e poeta sloveno († 1973)
- 14 dicembre - Antonio Scamoni, dirigente sportivo, arbitro di calcio e calciatore italiano († 1977)
- 14 dicembre - Charles Seeger, musicologo, compositore e docente statunitense († 1979)
- 14 dicembre - Frederick Worlock, attore inglese († 1973)
- 14 dicembre - Giacomo Zuffi, calciatore italiano († 1956)
- 15 dicembre - Wanda Krahelska-Filipowicz, attivista polacca († 1968)
- 15 dicembre - James Hugh Ryan, arcivescovo cattolico statunitense († 1947)
- 16 dicembre - Gina Algranati, bibliotecaria e scrittrice italiana († 1963)
- 16 dicembre - Maria Algranati, poetessa e scrittrice italiana († 1978)
- 16 dicembre - Andrej Beloborodov, pittore e architetto russo († 1965)
- 16 dicembre - Francesco Cognasso, storico italiano († 1986)
- 17 dicembre - Giulio Gaio, presbitero, politico e antifascista italiano († 1992)
- 17 dicembre - André Hugon, regista, sceneggiatore e produttore cinematografico francese († 1960)
- 17 dicembre - Lina Arianna Jenna, scultrice italiana († 1945)
- 17 dicembre - Nabawiyya Musa, politica egiziana († 1951)
- 17 dicembre - Franz Sala, attore e truccatore italiano († 1952)
- 17 dicembre - Nikolaj Aleksandrovič Uglanov, rivoluzionario e politico russo († 1937)
- 17 dicembre - Giuseppe Valle, atleta, dirigente sportivo e generale italiano († 1975)
- 17 dicembre - Giovanni Battista Zenati, generale italiano († 1959)
- 18 dicembre - Ty Cobb, giocatore di baseball e allenatore di baseball statunitense († 1961)
- 18 dicembre - Martin Dooling, calciatore statunitense († 1966)
- 18 dicembre - Federico Ferrari-Orsi, generale e calciatore italiano († 1942)
- 18 dicembre - Italo Garinei, anarchico, sindacalista e pubblicista italiano († 1970)
- 19 dicembre - Ángel Herrera Oria, cardinale, vescovo cattolico e politico spagnolo († 1968)
- 19 dicembre - Otto Sponheimer, generale tedesco († 1961)
- 20 dicembre - Hazel Hotchkiss Wightman, tennista statunitense († 1974)
- 20 dicembre - Jitendra Narayan Bhup Bahadur, principe indiano († 1922)
- 20 dicembre - Seiichi Kita, generale giapponese († 1947)
- 21 dicembre - Fritz Baumgarten, calciatore tedesco († 1961)
- 21 dicembre - Gheorghe Tătărescu, politico rumeno († 1957)
- 23 dicembre - John Cromwell, regista, attore e impresario teatrale statunitense († 1979)
- 23 dicembre - Albert Ehrenstein, scrittore, poeta e critico letterario austriaco († 1950)
- 24 dicembre - Peco Bauwens, calciatore e arbitro di calcio tedesco († 1963)
- 24 dicembre - Michael Curtiz, regista, produttore cinematografico e attore ungherese († 1962)
- 24 dicembre - Bogoljub Jevtić, politico jugoslavo († 1960)
- 24 dicembre - Dave MacMillan, allenatore di pallacanestro statunitense († 1963)
- 24 dicembre - Aleksandr Sergeevič Neverov, scrittore russo († 1923)
- 24 dicembre - Marco Ramperti, scrittore e giornalista italiano († 1964)
- 25 dicembre - John Davidson, attore statunitense († 1968)
- 25 dicembre - Gotthard Heinrici, generale tedesco († 1971)
- 25 dicembre - Baku Ishii, danzatore e coreografo giapponese († 1962)
- 25 dicembre - Kid Ory, trombonista e direttore d'orchestra statunitense († 1973)
- 25 dicembre - Franz Rosenzweig, filosofo tedesco († 1929)
- 25 dicembre - Malak Hifni Nasif, attivista egiziana († 1918)
- 26 dicembre - Maurice Glaize, architetto e archeologo francese († 1964)
- 26 dicembre - Gyula Gömbös, politico ungherese († 1936)
- 27 dicembre - Juan Casado Obispo, vescovo cattolico e missionario spagnolo († 1941)
- 28 dicembre - George Nicol, velocista britannico († 1967)
- 29 dicembre - Mario Fiore, militare italiano († 1918)
- 29 dicembre - Norman Hallows, mezzofondista britannico († 1968)
- 29 dicembre - Leslie Rich, nuotatore statunitense († 1969)
- 30 dicembre - Urho Castrén, politico finlandese († 1965)
- 30 dicembre - Henri Chapron, imprenditore e designer francese († 1978)
- 30 dicembre - Thomas Johnson, pistard britannico († 1966)
- 30 dicembre - Karel Skoupý, vescovo cattolico ceco († 1972)
- 30 dicembre - Austin Osman Spare, disegnatore inglese († 1956)
- 31 dicembre - Cesarino Crescente, avvocato e politico italiano († 1983)
- 31 dicembre - Eugene Gaudio, direttore della fotografia italiano († 1920)

## Senza giorno specificato(99)
- Yehezkel Abramsky, rabbino e educatore bielorusso († 1976)
- Viorica Agarici, infermiera rumena († 1979)
- Mark Aldanov, scrittore, biografo e drammaturgo russo († 1957)
- George Alexander, giocatore di lacrosse britannico († 1929)
- Anandyn Amar, politico mongolo († 1941)
- Luis Araquistáin, scrittore spagnolo († 1959)
- Billy Arnold, pianista statunitense († 1954)
- Hüseyin Avni Lifij, pittore turco († 1927)
- Pier Fausto Bagatti Valsecchi, architetto e storico dell'architettura italiano († 1914)
- Leopoldo Bard, medico, politico e dirigente sportivo argentino († 1973)
- Augusta Bernard, stilista francese († 1946)
- Celestino Bertolone, militare italiano († 1937)
- Eleanor Blanchard, attrice statunitense
- Giuseppe Bongiovanni, calciatore e arbitro di calcio italiano († 1915)
- Carlo Broccardi, tenore italiano († 1953)
- Frank Arnold Bumpus, ingegnere britannico († 1980)
- Alfred Burne, ufficiale e storico britannico († 1959)
- Augusto Calore, avvocato, politico e dirigente sportivo italiano († 1978)
- John Cardwell, lottatore statunitense († 1907)
- Churachandra Singh, principe indiano († 1941)
- Domenico Cifani, pittore e incisore italiano († 1946)
- Giovanna Cigoli, attrice e doppiatrice italiana († 1961)
- Ernst Robert Curtius, critico letterario e saggista tedesco († 1956)
- Paul Dermée, poeta, critico letterario e giornalista belga († 1951)
- Tony Donnelly, calciatore inglese († 1947)
- Giannīs Dragatsīs, musicista, compositore e violinista greco († 1958)
- Mario Fabbriani, militare italiano († 1937)
- Vladimir Favorskij, incisore e illustratore russo († 1964)
- Giovanni Fercioni, stilista italiano († 1961)
- Michael Fiaschetti, poliziotto statunitense († 1960)
- Dirk Foch, direttore d'orchestra e compositore olandese († 1973)
- Andrea Fossombrone, pittore e illustratore italiano († 1963)
- Angelo Gandolfi, attore italiano († 1942)
- Maria Gianni, patriota e poetessa italiana († 1943)
- Emilio Giovanoli, mezzofondista italiano
- Umberto Giunti, artista italiano († 1970)
- Maithili Sharan Gupt, poeta indiano († 1964)
- Wally Hardinge, calciatore, allenatore di calcio e crickettista inglese († 1965)
- Ruth Hart, attrice statunitense († 1952)
- Ian Morris Heilbron, chimico inglese († 1959)
- István Ipolyi, violinista, violista e musicologo ungherese († 1955)
- 'Ali Jawdat al-Ayyubi, politico iracheno († 1969)
- Itzhak Katzenelson, poeta polacco († 1944)
- Jun'ichi Kōuchi, pittore, disegnatore e animatore giapponese († 1970)
- Helen König, imprenditrice e ceramista italiana († 1974)
- Antonio Lara, musicista italiano († 1979)
- Yosef Lishansky, agente segreto ottomano († 1917)
- William M. Mann, entomologo statunitense († 1960)
- Magaza Masanči, militare, rivoluzionario e politico russo († 1937)
- Sidney Mason, attore statunitense († 1923)
- Tullio Masotti, giornalista e sindacalista italiano († 1949)
- Édouard Mathé, attore francese († 1934)
- William Mc Pherson, calciatore scozzese
- Vasco Menegozzo, pittore italiano († 1974)
- Umberto Moggioli, pittore italiano († 1919)
- Frank Moser, regista e illustratore statunitense († 1937)
- Edward Theodore Newell, numismatico statunitense († 1941)
- Carlo Oletti, judoka italiano († 1964)
- Bernardo de Pace, musicista e attore italiano († 1966)
- Elia Pampuri, lottatore italiano († 1924)
- Max Pape, nuotatore tedesco († 1947)
- Praskov′ja Georgievna Parchomenko, astronoma sovietica († 1970)
- Perciuhi Partizpanian-Barseghian, pedagoga e scrittrice armena († 1940)
- Isabella Patricola, cantante e attrice teatrale statunitense († 1965)
- Francis Whittier Pennell, botanico statunitense († 1952)
- Angelo Piccioli, insegnante e scrittore italiano († 1945)
- Raffaello Piccoli, scrittore, poeta e traduttore italiano († 1932)
- Riccardo Pippo, arbitro di calcio e calciatore italiano († 1934)
- Guglielmo Pizzirani, pittore italiano († 1971)
- Jacques Mereno Pontremoli, mercante, antiquario e designer turco († 1952)
- Nicolas Rimsky, attore, regista e sceneggiatore russo († 1941)
- Alan Roscoe, attore statunitense († 1933)
- Pio Rossi, pittore italiano († 1969)
- Isaak Rubin, economista russo († 1937)
- Hasan Saka, politico turco († 1960)
- Nikolaj Aleksandrovič Saltykov, attore e regista russo († 1927)
- Vincenzo Scramuzza, storico statunitense († 1956)
- Daniele Serra, tenore italiano († 1979)
- Francesco Signore, vulcanologo italiano († 1959)
- Baladine Klossowska, pittrice polacca († 1969)
- Giovanni Stecchina, politico italiano († 1972)
- Guglielmo Stocco, scrittore italiano († 1932)
- Torquato Tamagnini, scultore e medaglista italiano († 1965)
- Taymur dell'Oman, sovrano omanita († 1965)
- Vincenzo Terranova, mafioso italiano († 1922)
- George Topîrceanu, scrittore e poeta rumeno († 1937)
- Panagiōtīs Toundas, musicista, compositore e produttore discografico greco († 1942)
- Georgios Tsolakoglu, politico e generale greco († 1948)
- Tsundue Pema Lhamo, regina bhutanese († 1922)
- Ernest Vajda, commediografo, romanziere e sceneggiatore ungherese († 1954)
- Stanley Walpole, attore australiano († 1968)
- Vladimir Wiese, esploratore e oceanografo russo († 1954)
- Øjvind Winge, biologo e genetista danese († 1964)
- Sandro Zambelli, dirigente sportivo italiano († 1972)
- Ziya Songülen, dirigente sportivo ottomano († 1936)
- Hamdi al-Bagiahgi, politico iracheno († 1948)
- Hassan al-Hakim, politico siriano († 1982)
- Çerkes Ethem, militare ottomano († 1948)
- Solomon Šereševskij, giornalista russo († 1958)